# Múmia

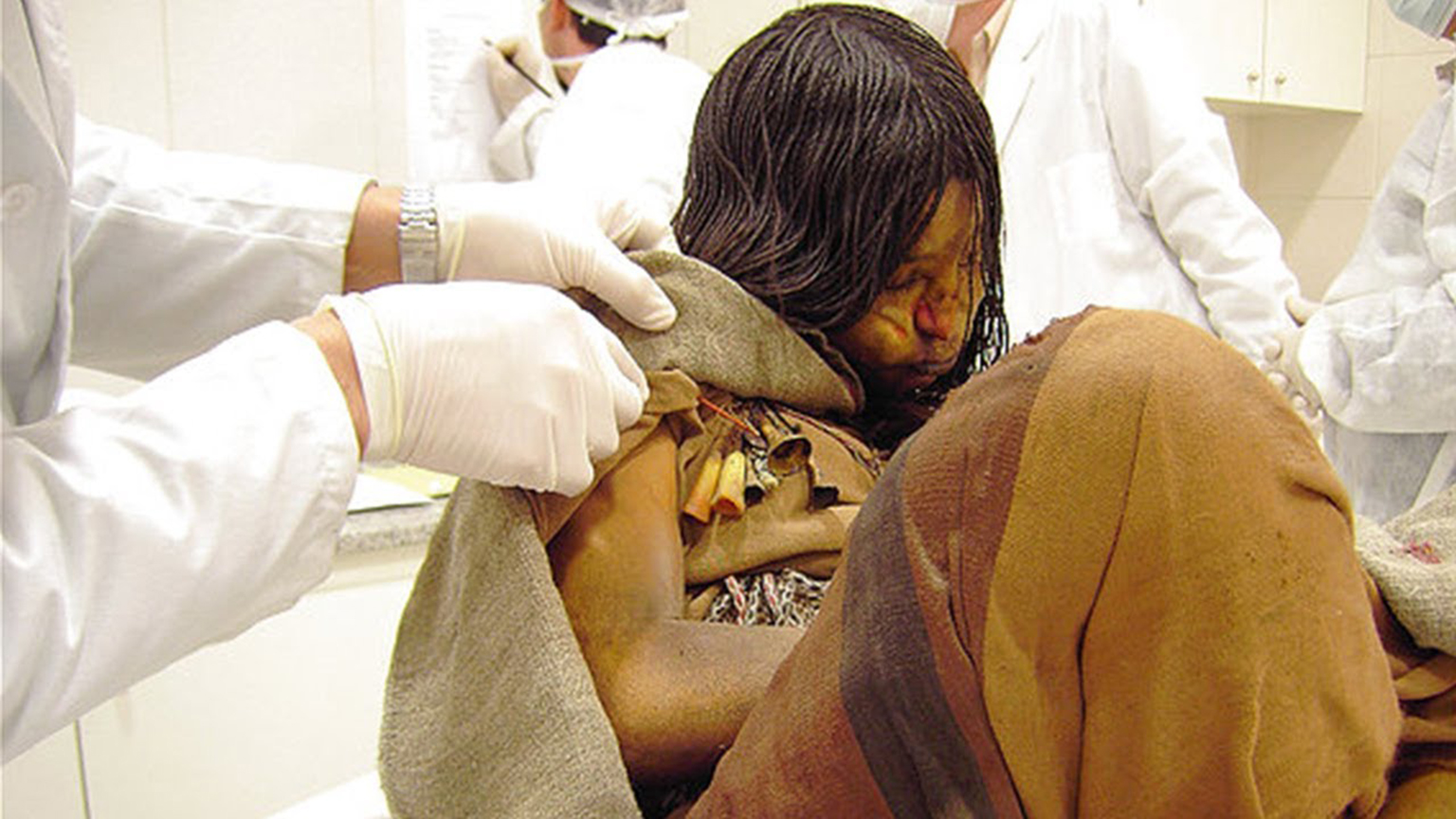
Inka múmia

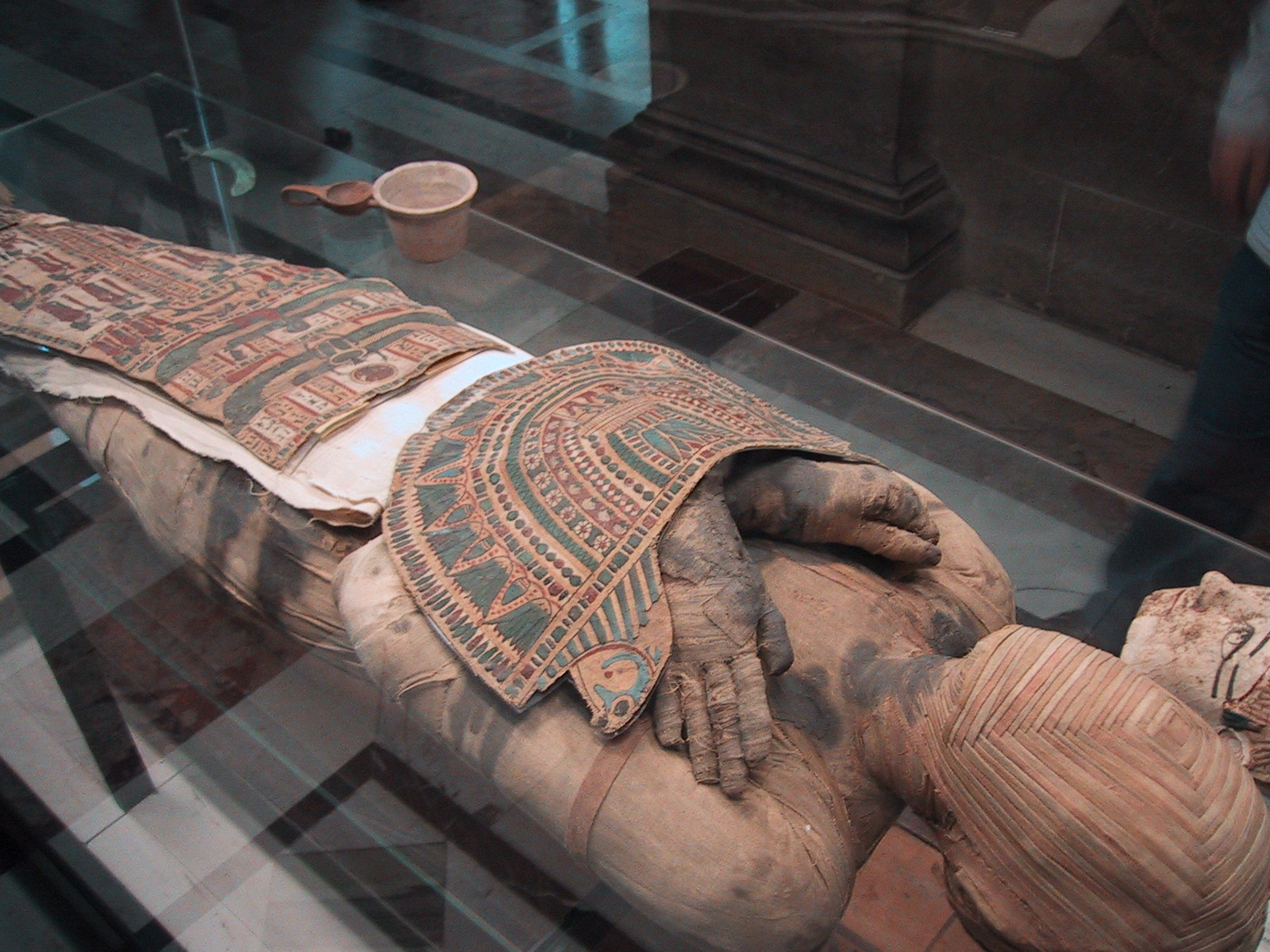
Egyiptomi múmia a Louvre-ban

A múmia olyan holttest, amely emberi beavatkozás (mumifikálás, balzsamozás, plasztináció) vagy különleges környezeti tényezők (jég, láp, homok, szél, só, egyedi mikroklíma) hatására nem indul oszlásnak, így a csontok, a bőr, az izmok, a haj, a körmök, de még az arcvonások is hosszabb ideig épségben megmaradnak.
A Föld legkülönbözőbb vidékein találtak már természetes múmiákat vagy mesterségesen konzervált emberi és állati holttesteket. A régészek és az antropológusok folyamatosan rekonstruálják a mumifikált testeket, hogy bemutathassák, milyenek voltak életükben, hogyan táplálkoztak, milyen betegségekben szenvedtek, vagy kiderítsék, hogyan haltak meg. A legújabb természettudományos vizsgálati módszereknek köszönhetően ma már a több ezer éves tetemek a rég letűnt korok és kultúrák követei.

## Etimológiája
A múmia szó a középkori latin mumia elnevezésből maradt ránk, ám eredetileg a perzsa múmijja – mūmiyya (موميه) – szóból ered, melynek jelentése ’bitumen’ illetve ’szurok’.
Az ókorban különösen drága gyógyszernek tartották azt a Mezopotámiában, a Holt-tengernél, valamint a Tigris és Eufrátesz folyók mentén előforduló ritka, barnásfekete színű bitument – megkövült szénhidrogént –, amellyel az egyiptomi balzsamozók a Ptolemaiosz-kortól a múmiák koponyáját tartósították. Ezt az anyagot a „szurok” perzsa elnevezése alapján mumiának nevezték el.

## Természetes múmiák

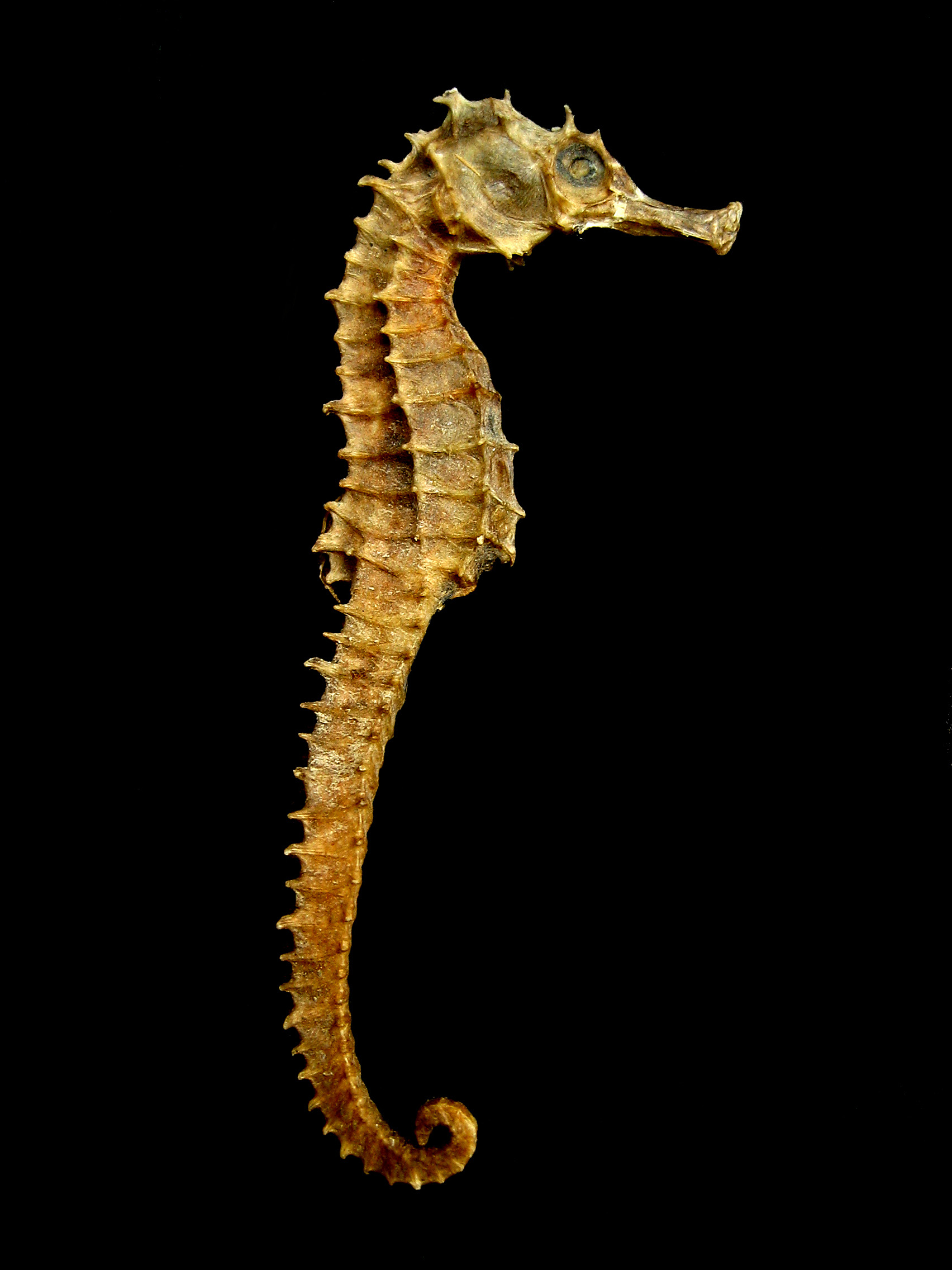
Csikóhal természetes múmiája

Természetes múmiákról akkor beszélünk, amikor a holttest kiszáradása, illetve konzerválódása különleges környezeti hatások eredménye.
Leggyakrabban a forró és száraz területeken találtak ilyen leleteket. A szél és a hőség hatására az izomzat gyorsan kiszárad, a bőr megkeményedik, megbarnul, így a baktériumok és a rovarok nem tudják kikezdeni a testet és a bomlás abbamarad.
Hasonló az eredmény, ha a holttest megfagy és később sem melegszik fel. A fagypont alatti hőmérsékleten sem a baktériumok, sem a férgek nem maradnak életben. A balesetet szenvedett hegymászók, sarki expedíciók áldozatai a halál beállta után még évtizedekig is jól konzervált jégmúmiák maradnak, ha a hó befedte a testüket. Ugyanígy, ha a holttestet fagyos földbe temetik el, épségben marad. Már a jéghideg szél is elég ahhoz, hogy mumifikálja a testeket.
A láp a harmadik olyan közeg, ahol a test hosszú ideig nem indul oszlásnak. A lápvíz, a benne elbomló növények miatt nagy arányban tartalmaz cserzőanyagokat és huminsavakat, amelyek megkeményítik a bőrt, és a csontokból kioldják a meszet. Ezért a lápi hullák csontjai hajlékonyak. A belső szervek elenyésznek, sokszor csak az erős bőr marad meg, így e tetemeket gyakran papírmúmiáknak nevezik.
A fentieken túl találkozunk olyan esetekkel, amikor a hőmérséklet, a talajösszetétel és a levegő pára- és oxigéntartalma – néha a koporsók fájának cserzőanyagai – együttesen olyan mikroklímát hoznak létre, amely a testek természetes konzerválódásához vezet. Számos mumifikálódott testet találtak bányákban, pincékben, barlangokban, katakombákban, kolostorok vagy templomok kriptáiban.

## Mesterséges múmiák
Mesterséges múmiának tekintjük az emberi beavatkozás révén, vegyi eljárásokkal tartósított holttesteket. A test bomlását legelterjedtebben – a belső szervek eltávolítása után – a bőr és az izomzat kiszárításával próbálták lelassítani illetve megakadályozni. Egyiptomban a balzsamozók ezt nátronsóval végezték, Ausztráliában és Melanéziában a bennszülöttek napon szárítva vagy füstöléssel mumifikálták halottaikat. Sok ősi kultúra máig megőrizte mumifikáló technikáinak titkait; ma sem tudjuk pontosan, hogyan tartósították a holttesteket a dél-amerikai vadászó-gyűjtögető csincsorrók, akik a balzsamozásban közel 2000 évvel megelőzték az egyiptomiakat. Kínában találtak rá a 2000 éves Dai hercegnő múmiájára, amelynél a test olyan tökéletes állapotban maradt meg, hogy ma is élőnek hat; a tudósok a legmodernebb eszközökkel vizsgálták meg a hercegnő tetemét, de a mai napig sem sikerült kideríteniük a konzerválás titkát.
A mai modern balzsamozók más módszerekkel dolgoznak: tartósítóanyagot, általában formalint (a formaldehid vizes oldatát) fecskendeznek az erekbe, amely anyag megkeményíti a fehérjét (az izomzat és a szervek alapanyagát), és ezáltal megakadályozza a bomlást előidéző baktériumok szaporodását.

### Ősi Egyiptom

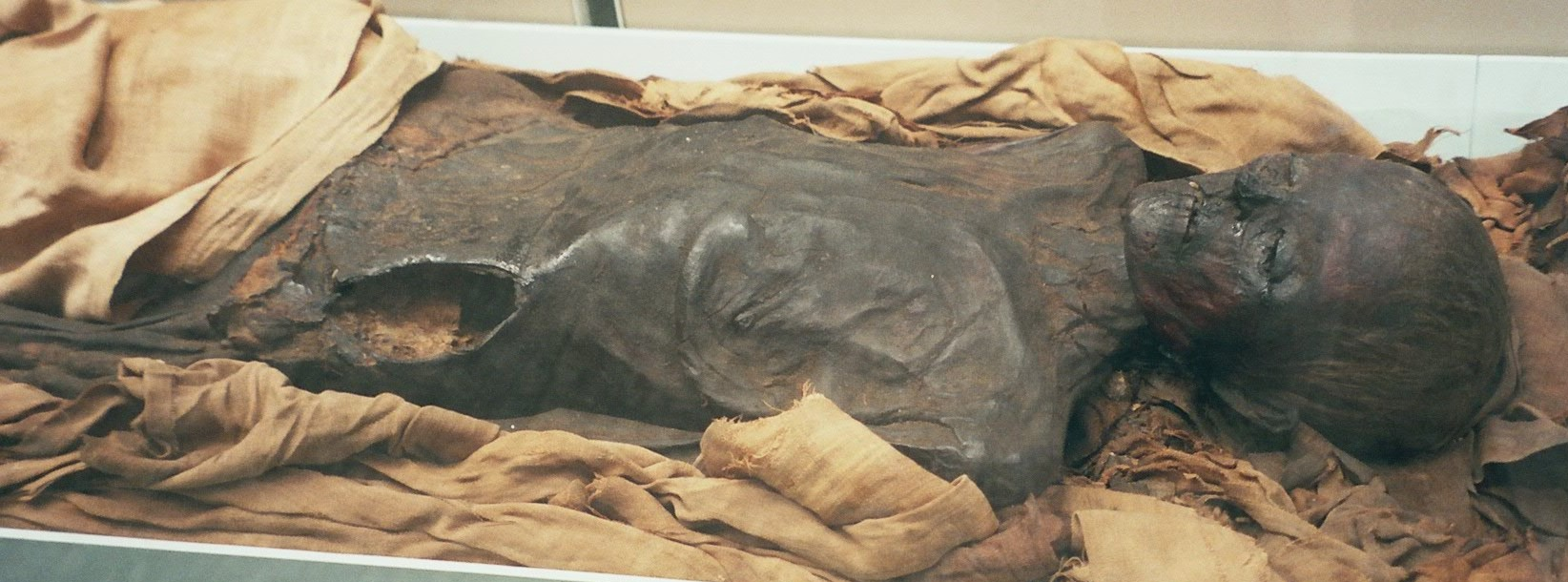
Egyiptomi múmia a British Múzeumban

A múmia szó hallatán önkéntelenül is klasszikus lelőhelyükre, az ókori Egyiptomra gondolunk. Innen érkezik még ma is a legtöbb hír új temetkezési területek feltárásáról, vagy a fáraómúmiák újabb és újabb vizsgálatáról, esetleg azonosításáról.
Nem tudni pontosan, mikor kezdték el balzsamozni az egyiptomiak a halottaikat – a legrégebbi maradványok ötezerévesek –, de a test konzerválásának fontossága az egyiptomi hitvilágban gyökerezik. Az egyiptomi vallás szerint az élet nem ér véget a halállal: úgy képzelték, hogy a temetési szertartással újra „életre keltik” a halottat és átvezetik egy másik világba – a túlvilágba, ahol immár az örök időkig él; ezért meg kell őrizni a testet is az örökkévalóság számára. Hitük szerint az embernek több lelke is volt: a fontosabbak ib – a szív, ren – a név, ba – a személyiség, ka – az életerő és sut – az árnyék, amelyeket születéskor zárt magába a test. A Ka és Ba-lélek a halállal elhagyja a testet, de a ba-lélek – amelyet madárként képzeltek el – képes volt saját testét újra megtalálni, ha az épen maradt.
A vallási történetek első múmiája Ozirisz, akinek Széthtől elszenvedett halála után szétszaggatott és szétszórt testrészeit felesége, Ízisz megkereste, majd Anubisz, a balzsamozás istenének segítségével összeillesztette és gyolcsokkal egybekötözte; így e megtalált testben Ozirisz feltámadt és az alvilág ura lett. (lásd még: Ozirisz-mítosz)

#### Az egyiptomi balzsamozás

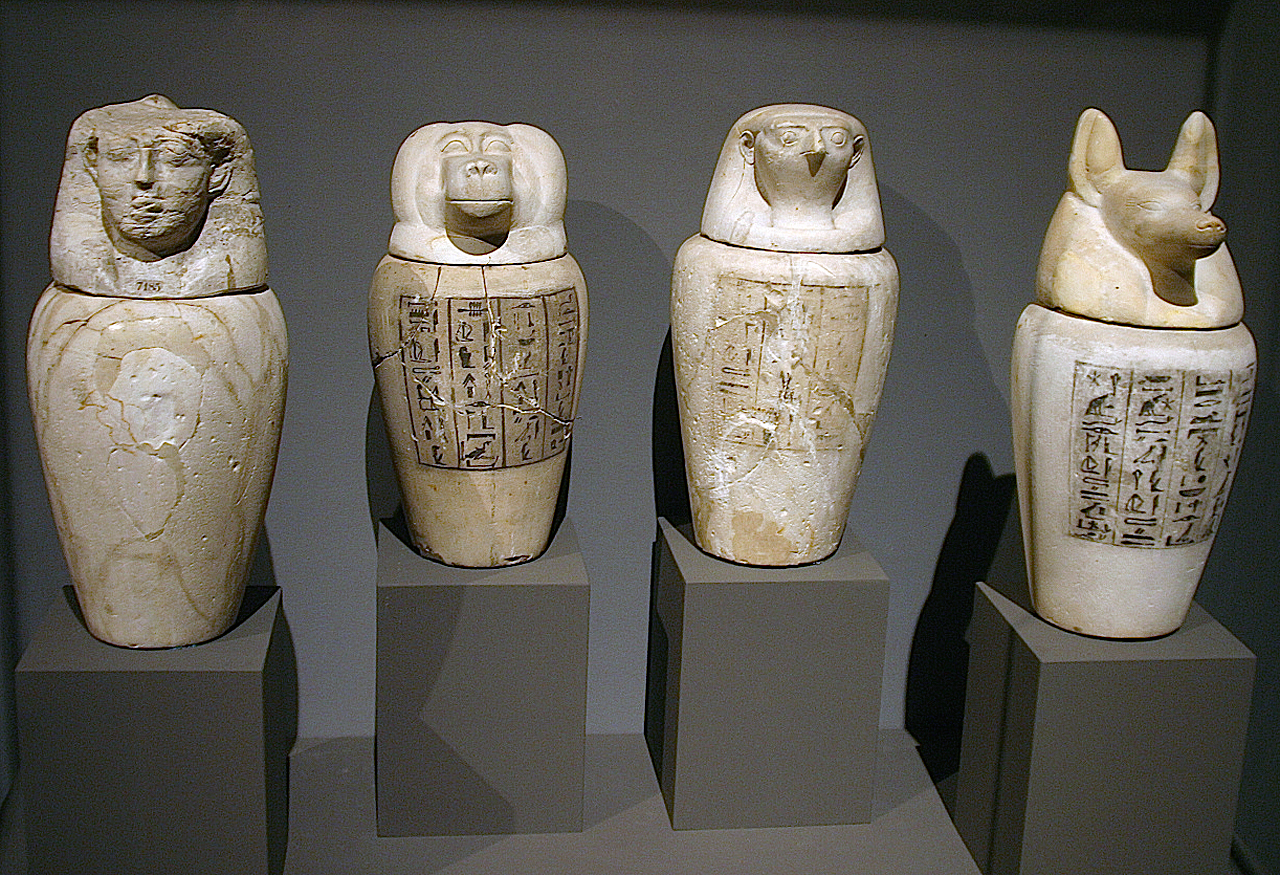
Kanópuszedények

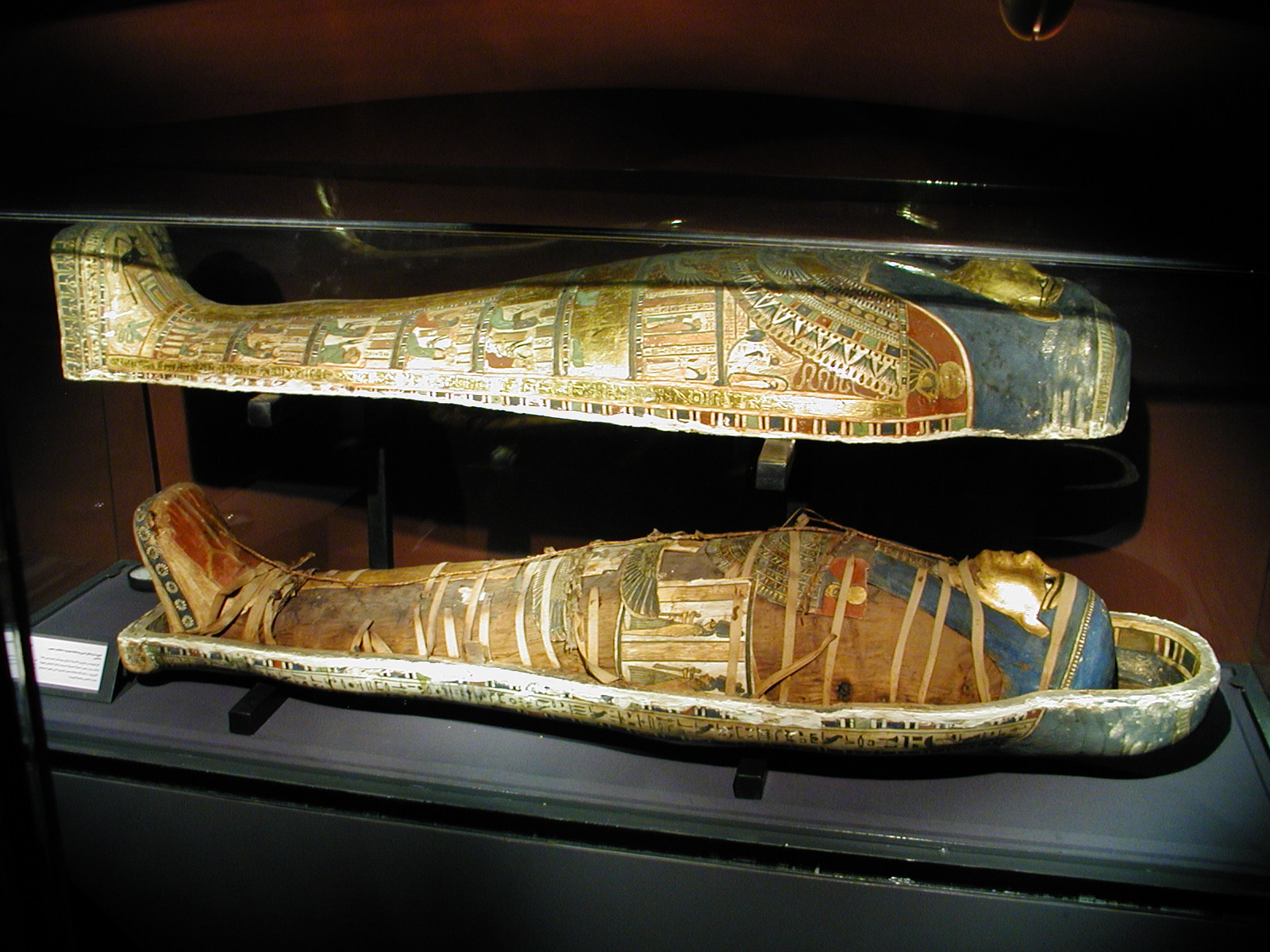
Díszes koporsó

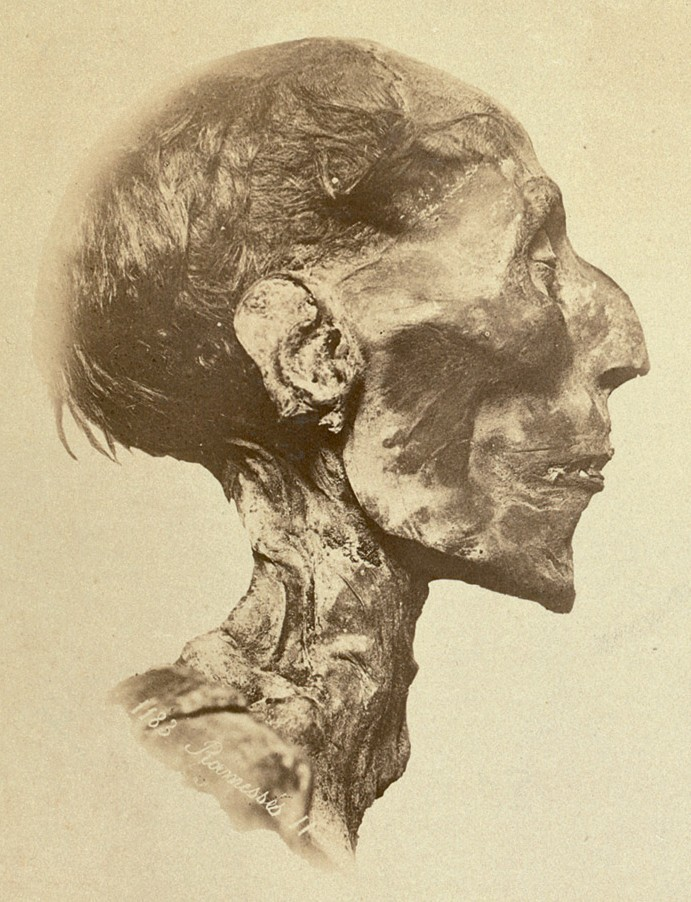
A fent leírt eljárással konzervált fáraómúmiák közül II. Ramszesz fáraó múmiája maradt meg a legjobb állapotban, arcbőre szinte sértetlen, és koponyája hátsó felén a haj sem hullott ki

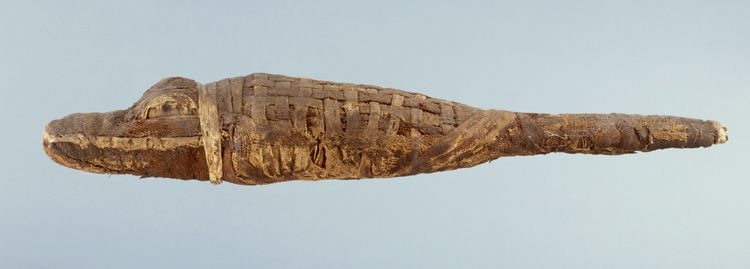
Krokodilmúmia

A kutatók feltételezik, hogy a múmiakészítés technikáját, valamint a mesterséges tartósítási eljárásokat az i. e. 3000 körül elterjedő sírépítészet tette szükségessé. A sírkamrákban már nem őrződhetett meg a test természetes módon, ezért ekkor kezdődhetett a hosszas kísérletezés, amely elvezetett a fejlett balzsamozási technika kialakulásához.
Az egyiptomiak tudták, hogy az oszlás a belső szervekben kezdődik, tehát ezeket eltávolították; mivel az izmokat sem tudták tartósítani, ezért a mumifikálók leválasztották a csontokról, így a testből alig maradt több, mint a csontváz, majd a tetemeket kezdetben bőrbe csavarták. Az Óbirodalom idejétől gipszréteggel vonták be a bomló részeiktől megtisztított halottakat – szoborrá alakították őket. Később gyantába áztatott vékony gyolcsot préseltek az arcra és a testre, majd szurokszerű anyagokkal átitatott vászoncsíkokat tekertek a csontváz köré addig, amíg ki nem alakult ismét az emberi test körvonala – így jöttek létre i. e. 2600 körül az első mesterséges múmiák. A legjobb állapotban talált óbirodalmi múmia a Szakkarában feltárt Nofer és Kahai udvari énekesek V. dinasztia-beli (i. e. 2450 körül) sírjának feltárása során került elő: „A testet vászonba csavarták, majd világoszöld stukkóval vonták be. Ezt úgy alakították ki, hogy a lehető leghűbben kövesse az arcvonásokat, a test formáit. A szemöldököt domborműben dolgozták ki.”
A balzsamozási módszer továbbfejlődésében kiemelkedő szerepet játszott, amikor az izomszövetek és a bőr nedvességtartalmának kivonásával kezdtek kísérletezni. A húst ekkoriban konyhasóval tartósították, de a mumifikálók rájöttek arra, hogy az emberi holttestet jobban konzerválja az ásványi szóda. A Középbirodalom idejére tehető a legjobb módszer kidolgozása, amelynek részletes leírása Hérodotosz és Diodórosz írásai nyomán maradt ránk.
A balzsamozás első lépéseként a test belsejét kezelték. Az elhunyt agyát az orron vagy a nyakszirtcsont nagy nyílásán, az öreglyukon keresztül eltávolították, de nem őrizték meg, mert vallásukban nem volt fontos szerepe. Azután éles kőkéssel ejtett hasi vagy oldalsó vágással a testet felnyitották és kivették a belső szerveket, amelyeket átmostak, külön szárítottak és illatosítottak, bepólyáltak, majd külön-külön kanópuszedényekbe helyezték. Azok fedelét Hórusz isten fiainak képmása díszítette: az emberfejű Amszet isten a májat, a majomfejű Hapi a tüdőt, a kutyafejű Duamutef isten a gyomrot, Kebehszenuf, a sólyomfejű isten a beleket és az alsótest különböző szerveit védte. A korsókba zárt szerveket a halott mellé temették. A szívet konzerválták, majd visszahelyezték a testbe és néha a veséket is a testben hagyták.
Az egyiptomiak már korán rájöttek arra, hogy a növények gyantáinak baktériumölő hatásuk is van. Ezért miután a tetemet pálmaborral átmosták, teljesen kitisztították, a hasüregbe nátronsót és illatos gyantával, fűszerekkel teli vászoncsomagocskákat töltöttek; a koponyába fenyőfélék gyantaolaját öntötték és az egész testet több hétre száraz nátronsóba ágyazták. Körülbelül 40 nap alatt a test teljesen kiszáradt, a bőr és az összeaszódott izmok teljesen rátapadtak a csontokra; a tetem jellegzetes szürkés, feketés színűvé vált. A kiszárított testet olajjal és viasszal kezelték. A balzsamozáshoz kámforolajat, mirhát, borókaolajat, méhviaszt, cédrusfa és más tűlevelűek gyantáját használták, de esetenként alkalmazták a pisztácia, a balzsamfa gyantáját és különböző növényi olajakat, állati zsiradékokat is. A balzsamozók igyekeztek, hogy a holttest lehetőleg élethű legyen, ezért vászonnal és fűrészporral tömték ki. A szájba és a beesett orcák alá is tömés került, a szemhéj alá kis rongylabdacsokat, néha hagymát helyeztek és erre kerültek a porcelánból készített, festett szemek. A testet falécekkel merevítették, hogy a múmiának tartása legyen, majd szakszerűen bepólyálták. A kéz- és lábujjakat egyenként körbetekerték finom vászoncsíkokkal, majd a kart, a lábakat és a többi testrészt is számtalan rétegű vászoncsíkkal pólyálták. Az egyes rétegek közé amuletteket helyeztek, hogy megvédjék az elhunytat a túlvilág felé vezető úton. A leggyakoribb amulett az Udzsat-szem volt, ez segített sértetlenül megőrizni a testet. A Dzsed-oszlop az örökkévalóságot szimbolizálta, a szkarabeusz bogár pedig arra ügyelt, hogy a halott a halál után újjáéledhessen.
Az elkészült múmiát egy nagyméretű kendőbe tették, az arcra gyakran maszkot helyeztek, a betekert testre pedig egyes korszakokban kartonázsok (gipsszel keményített vásznak) kerültek, amelyet istenképekkel, feliratokkal és aranyozással díszítettek. A balzsamozás mintegy 70 napos folyamatát egy Anubisz álarcot viselő pap felügyelte; őrködött, hogy minden a megfelelő gondossággal történjen. A konzervált és becsomagolt múmiákat végül átadták a hozzátartozóknak, hogy megkezdhessék a temetési szertartást.
A múmiák díszes fakoporsókba kerültek, amelyek a Középbirodalom végéig általában láda formájúak voltak, később a múmia alakját követték. A temetés napján a legidősebb fiú tiszte volt, hogy fogadott papok kíséretében a szeretett családtagon elvégezze a „szájmegnyitás” különleges halotti szertartását. A már előkészített sírkamrát a temetés során berendezték, kitakarították és a szertartás zárórészeként a koporsót a sírboltba helyezték. Az előkelők sírjában több, egymásba helyezett koporsó és kőszarkofág védte a múmiát. A sír ajtaját befalazták és lepecsételték, hogy a halott zavartalanul átléphessen az öröklétbe.
Az embereken kívül az egyiptomiak kedvenc állataikat is balzsamoztatták, de még jellemzőbb volt, hogy az istenek megtestesüléseiként tisztelt állatok múmiáját áldozati adományként ajánlották isteneiknek. Százezrével találhatók macskamúmiák Básztet istennő áldozati ajándékaként, vagy íbisz múmiák, amelyeket a bölcsesség megtestesülésének, Thot istennek ajánlottak fel. Gyakran balzsamoztak halakat, krokodilokat, kígyókat, kutyákat és sakálokat is.

### A technológia továbbfejlődése
„A nyugati kultúra alakulását alapvetően befolyásoló ókori népek közül csak a rómaiak balzsamoztak, ők viszont nem vallási okokból, hanem azért, hogy arra az időre, amíg temetés előtt közszemlére tették a halottat, konzerválják testét.” Krónikák, iratok és festmények tanúskodnak arról, hogy a középkorban az egyiptomi mumifikálás alapelveinek tökéletes alkalmazásával balzsamoztak. Igaz csak nagyon ritkán, mert ekkor annyira drága volt az eljárás, hogy még a legtöbb uralkodó sem engedhette meg magának. Kiemelkedő példa Nagy Károly, akinek tartósított tetemét 814-ben, ülő helyzetben helyezték aacheni sírboltjába, vagy a 12. században I. Henrik király, akinek holttestét azért balzsamozták be, hogy maradványait Franciaországból visszaszállíthassák Angliába.
„A reneszánsz idején az anatómia és a sebészet iránt feltámadó nagy érdeklődés különféle balzsamozási eljárások kikísérletezését is ösztönözte. Leonardo da Vinci, aki legalább ötven holttestet boncolt fel tanulmányozás céljából, kidolgozott egy módszert, melynek során vénás injekciókkal tartósította a holttesteket. Ez már a modern balzsamozási eljárások előfutárának tekinthető. Feljegyzések szerint egy 17. századi firenzei orvos kővé változtatott egy holttestet oly módon, hogy előbb oldott kálium-szilikátot fecskendezett a szövetekbe, majd az egész testet enyhén savas oldatba áztatta.”
A modern ún. artériás injekciózás balzsamozási technika lényege, hogy az összes vért, testnedvet és gázt eltávolítják a holttestből és helyére fertőtlenítő folyadékot fecskendeznek. Az eljárás kidolgozása feltételezetten Angliából származik, ahol a 17. században William Harvey a vérkeringés felfedezéséhez vezető kísérletei során a fentiekhez hasonlóan, színezett oldatokat fecskendezett a holtak artériájába. A módszert Frederik Ruysch holland és Gabriel Clauderus német tudósok fejlesztették tovább. Az artériás és testüregi balzsamozás első teljes leírása William Hunter (1718–1783) skót anatómus nevéhez fűződik. A módszer tökéletesítője az amerikai polgárháború idején élt temetkezési vállalkozó, dr. Thomas Holmes (1817–1899), aki 4028 háborús tetem balzsamozásáról vált ismertté és August Wilhelm von Hofmann (1818–1892) német kémikus, aki számos szerves kémiai vegyület – közöttük a formaldehid – felfedezője.
A modern balzsamozási eljárás során a holttestet acél vagy porcelán balzsamozó asztalra helyezik, ahol a ruhák eltávolítása után letisztítják, majd megfelelő pozícióba rendezik. A hullamerevséget a végtagok masszírozásával enyhítik, a szemeket és az ajkakat természetes, alvó pózban lezárják, a testtartást beállítják. A balzsamozási folyamat kezdetén a vénákon és artériákon kis bemetszéseket ejtenek, csöveket helyeznek be és a formalin alapú balzsamozó folyadék artériába (leggyakrabban a szívartériába) pumpálásával a vért és testnedveket a vénákon keresztül lecsapolják a testből. A belső szerveket nem minden esetben távolítják el, ilyenkor a test belső szerveinél üreges balzsamozást alkalmaznak. A köldöknél ejtett bemetszésen át egy hosszú tűt (trokár) helyeznek a hasi és mellkasi üregekbe, ennek segítségével a testüregből minden folyadékot kiszivattyúznak és tartósító anyaggal (alapja formalin, amelyhez adalékként alkoholt és emulgeáló szereket adnak) helyettesítik. Végezetül a bemetszéseket lezárják, a tetemet ismét fertőtlenítik és felöltöztetik.

#### Modern kori múmiák

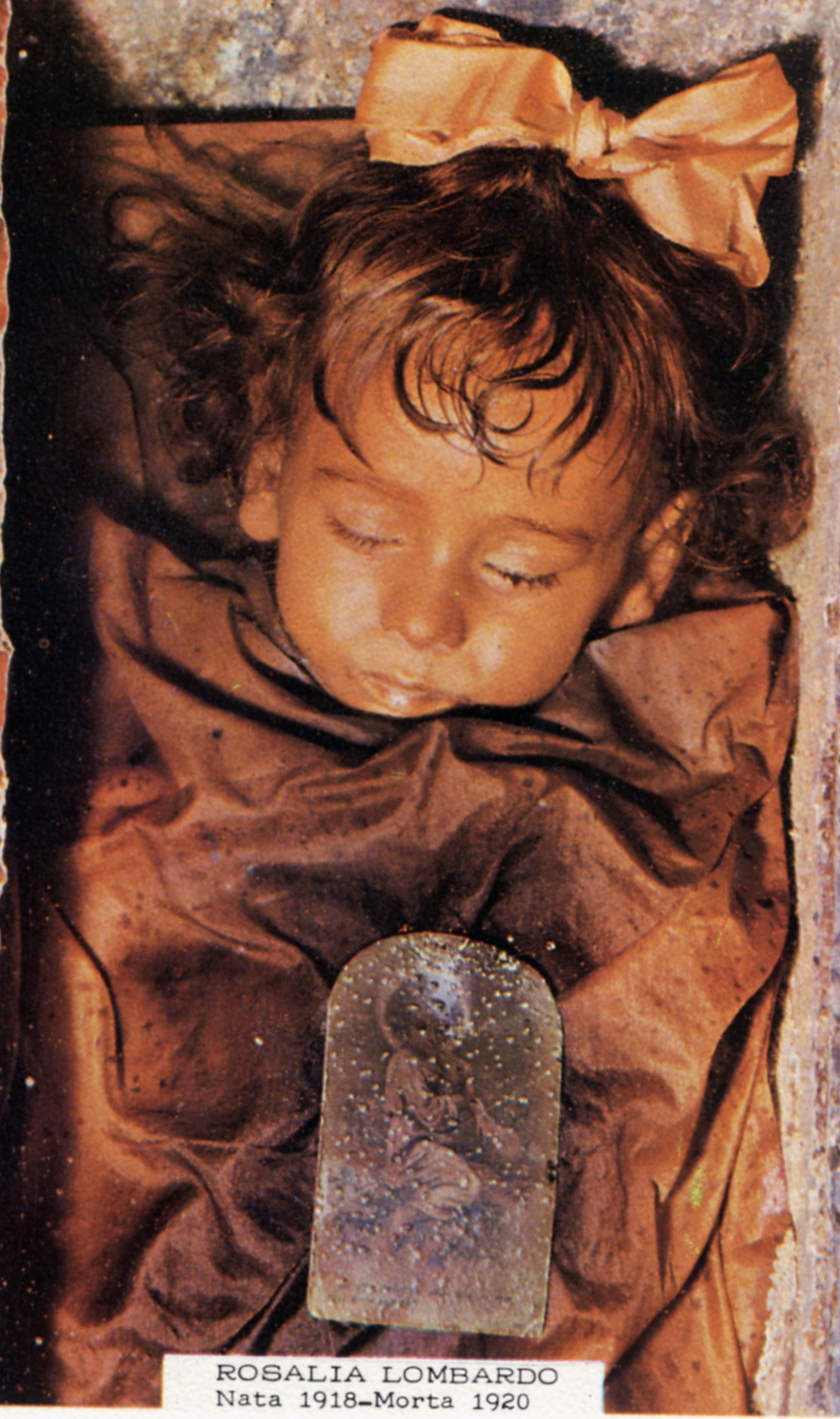
Rosalia Lombardo múmiája

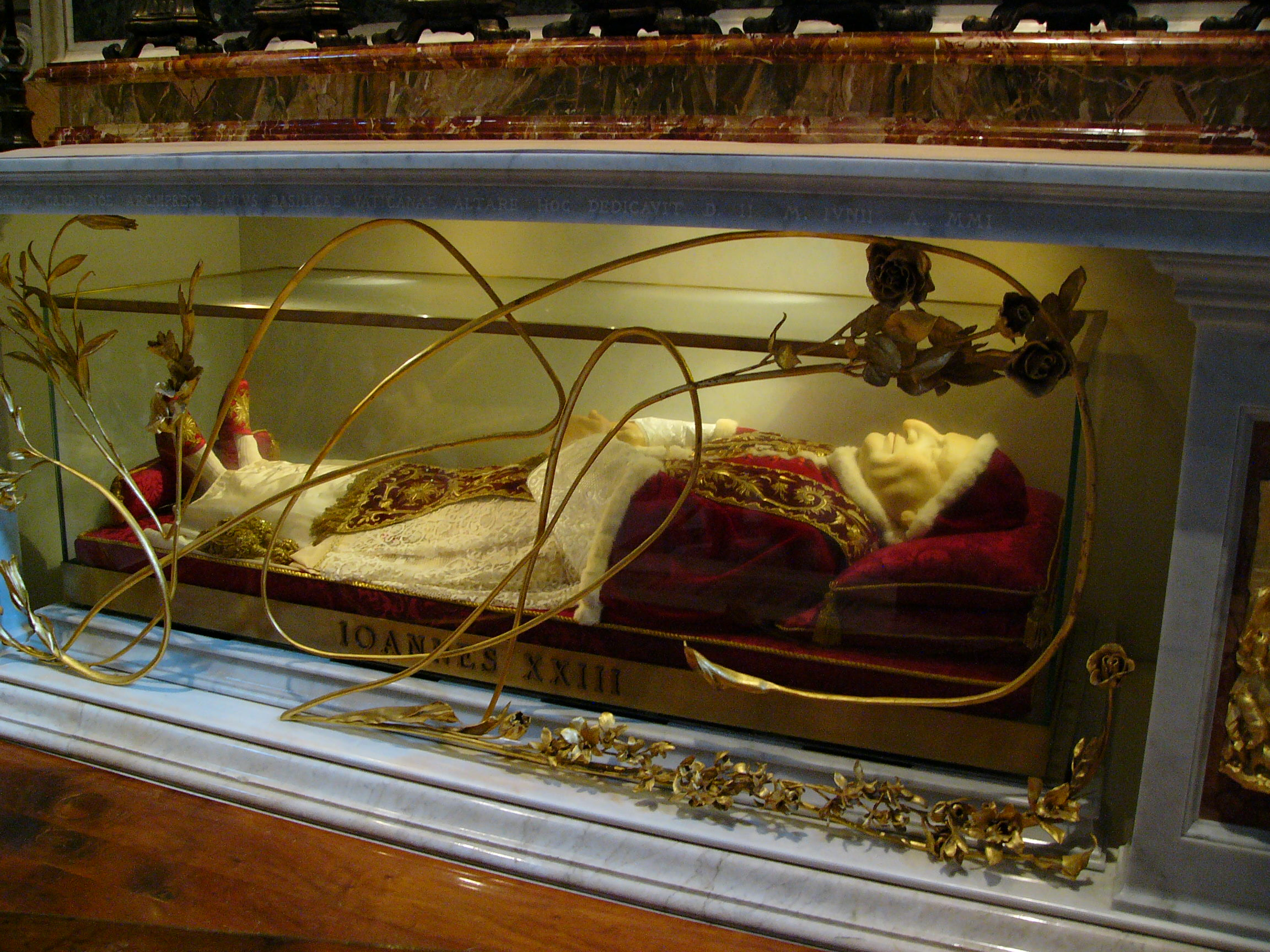
XXIII. János pápa múmiája, Vatikán, Szent Péter-bazilika

A modern kori múmiák egyik példája Rosalia Lombardo, aki 1920. december 6-án, kétévesen spanyolnáthában hunyt el. Édesapja kérésére dr. Alfredo Salafia vegyész egy saját maga által összeállított kémiai vegyület vénába injekciózásával mesterségesen mumifikálta, amely eljárás pontos leírását nem ismerjük, mert néhány nappal később dr. Salafia is meghalt a balzsamozó vegyület összetevőinek titkával. A kislány holtteste a normálisnál valamivel laposabb, bőrének tónusa kissé eltér a természetestől, ám ezektől eltekintve ma is tökéletes állapotban van – mintha aludna.
A 20. század során jó néhány egyházfő és politikus testét mumifikálták, és mint az általuk megtestesített eszmék szimbólumait, maradványaikat ereklyeként mauzóleumokba illetve templomokba helyezték.
Az első politikusmúmia az 1924-ben elhunyt  Lenin volt Oroszországban, akinek testét utóda, Sztálin megbízásából konzerválták és immár több mint nyolcvan éve fekszik Moszkva szívében, a Vörös téren emelt Lenin-mauzóleumban. Borisz Zabarszkij biokémikus és Vlagyimir Vorobjov kórboncnok nevéhez fűződik az a konzerválási eljárás, amellyel Lenin mumifikálása után 1949-ben a bolgár Georgi Dimitrov, 1952-ben a mongol Csojbalszan marsall, 1953-ban Sztálin, 1969-ben a vietnámi Ho Si Minh és 1994-ben az koreai Kim Ir Szen holttestét is tartósították.
Bár a két orvos a pontos receptúrát magával vitte a sírba, egyikük fia, Ilja Zabarszkij részben megfejtette az eljárást: az összes belső szerv eltávolítása után a testet desztillált vízzel és ecetsavval kitisztították; az erekbe formalinoldatot injekcióztak és az egész testet négy hónapra formalinos fürdőbe merítették. A vegyület még további anyagokat is tartalmazott, de ezek nem ismeretesek. Végezetül a megszáradt testet felöltöztették, és üvegkoporsóba fektették. Lenin testét egészen napjainkig a mauzóleuma alatti laboratóriumban gondosan tovább kezelik: eleinte kéthetente – ma már ritkábban – a tetemet átvizsgálják, és szükség esetén újabb formalinfürdőbe merítik, hogy az oszlást annak legkisebb jele esetén azonnal megállítsák; ruháit minimum 18 havonta lecserélik.
Hasonló artériás balzsamozási eljárással tartósították XXIII. János és II. János Pál pápák tetemét is.
Az Amerikai Egyesült Államokban a balzsamozás ma is általánosan folytatott, államilag támogatott gyakorlat. (Ha egy tetemet közterületen szállítanak, illetve halál beállta és a temetés között 48 óránál több idő telik el, a balzsamozás kötelező.) Európában csak kivételes esetekben alkalmazzák, az országok többségében a jogszabályok külön engedélyhez kötik, és kizárólag orvosok végezhetik; a beavatkozás költsége magas.

### Plasztináció
A plasztináció a test vagy testrészek konzerválásának az anatómiában használatos modern módszere. Az eljárás során a formalinnal kezelt szövetekből kivonják a vizet és a zsírokat, majd ezek helyére szilikonpolimert juttatnak.
A módszer fő lépései:
- a formalinos fixálás,
- a –19 °C hőmérsékletű acetonfürdőben végzett dehidratálás,
- az impregnáció, amely során a szövetekben maradt mobilis kémiai anyagokat (folyadékok, illékony anyagok) vákuum segítségével eltávolítják,
- a test szilikonfürdőbe kerül és újra telítődik, végül
- a szobahőmérsékleten történő keményítés.

A plasztinált test kemény, szagtalan, szabad levegőn tartható, a sejtek és természetes szövetfelületek eredeti alakja mikroszkopikus nagyságrendig épségben marad és már nem tud elbomlani.
A plasztinációs eljárás kidolgozása Gunther von Hagens, a Heidelbergi Egyetem anatómiaprofesszorának nevéhez fűződik (1978). Von Hagens megdöbbentő hatású emberi preparátumaiból „Testvilágok” címmel több alkalommal rendezett nemzetközi vándorkiállítást, amelyek a szélsőséges kritikák ellenére általában sikert arattak.

## A legnevezetesebb természetes és mesterséges múmiák

### Európa

#### Leletek a lápból

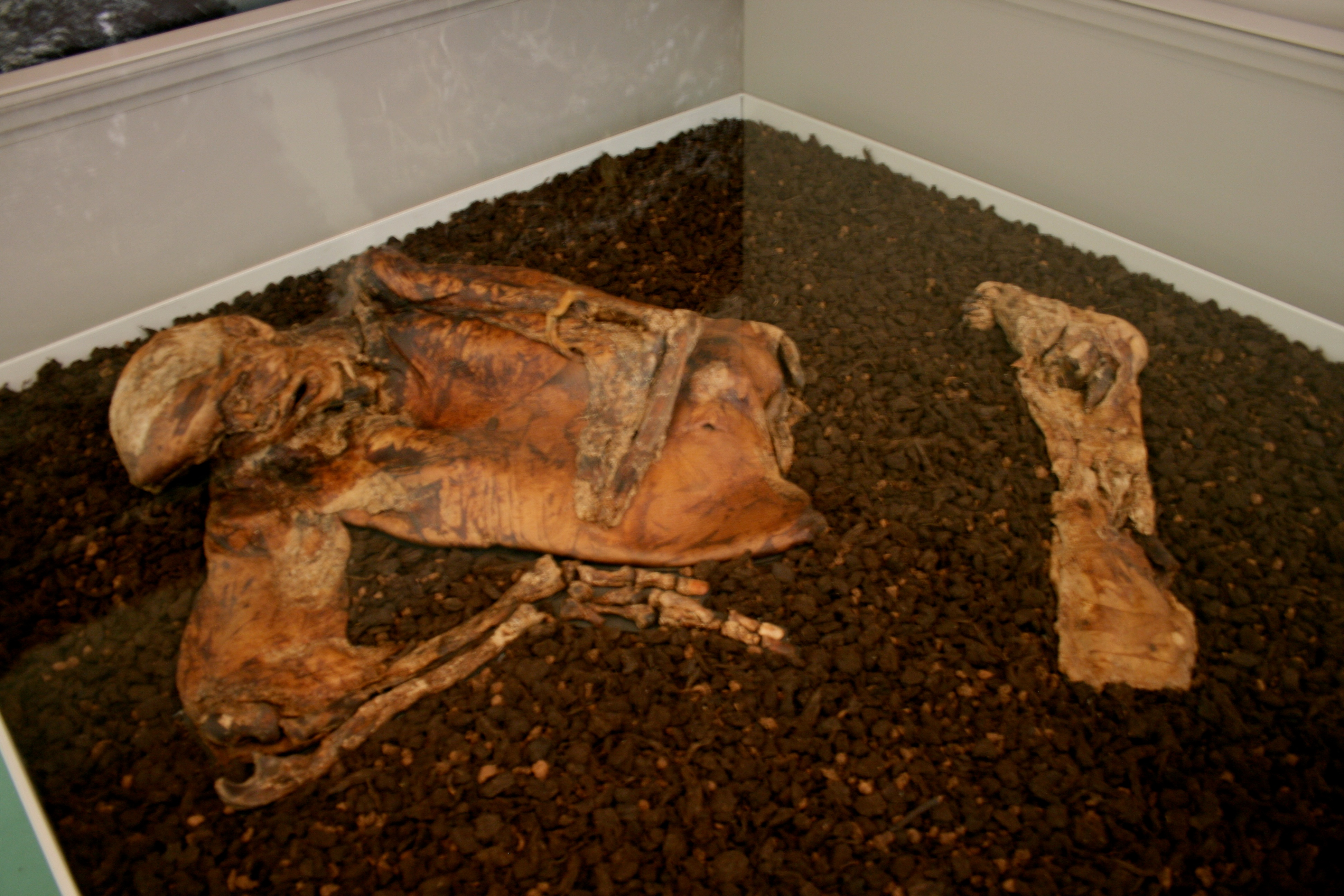
Lindow-i férfi

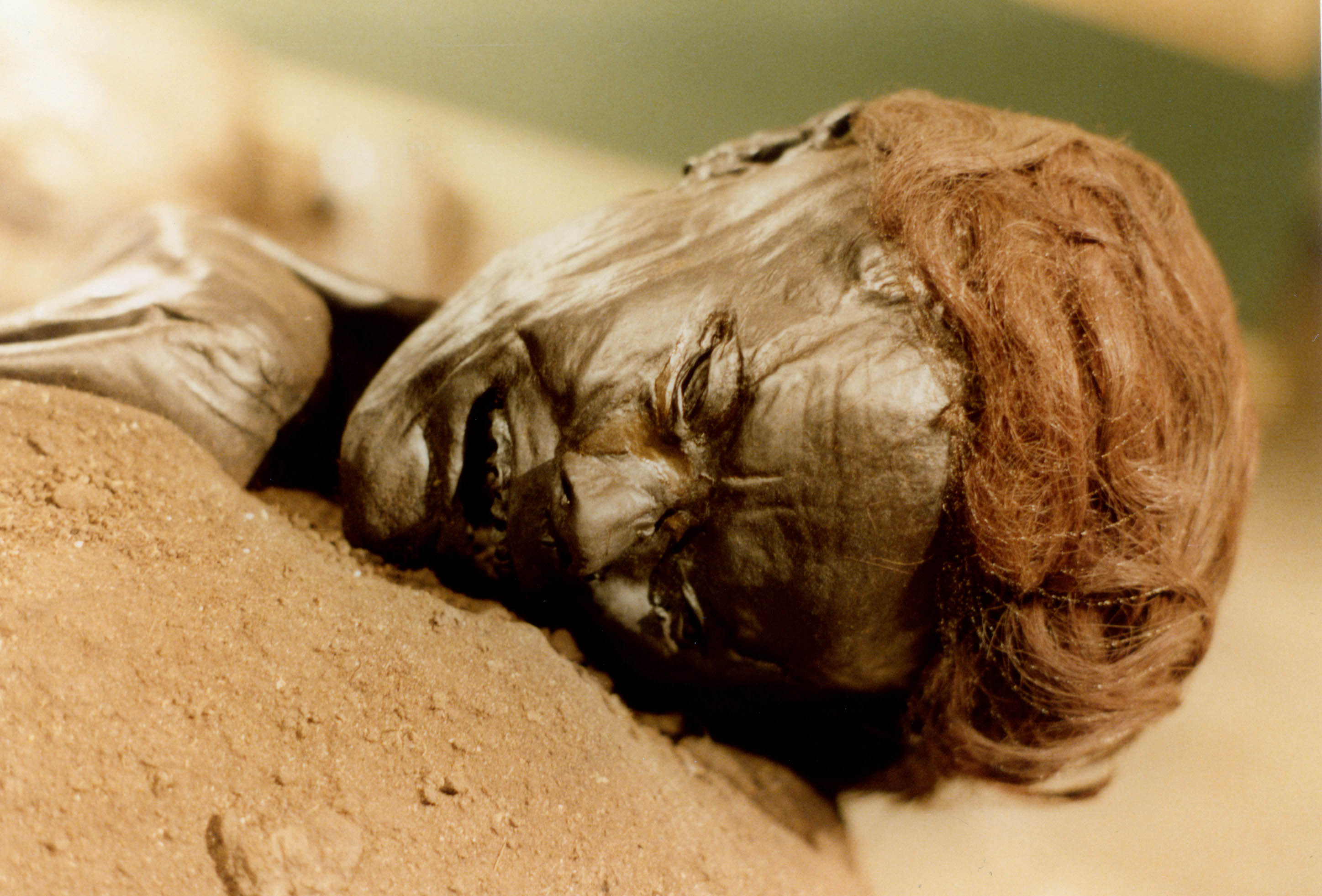
A grauballei férfi feje

Észak-Európában minden országnak megvan a maga híres lápi teteme. Nagy-Britanniában, Írországban, Németországban, Hollandiában, Dániában, Svédországban és Finnországban számos természetes módon mumifikálódott lápi holttestet találtak, amelyeket lelőhelyük alapján neveztek el (Grauballei férfi, Windeby kislány). A legtöbb múmia a nagy kiterjedésű lápok kiszárítása után, a tőzegkitermelés során került napvilágra. A legrégibb bronzkori és vaskori testek feltételezetten emberáldozat vagy kivégzés során kerültek a lápba; a későbbi, modern kori holttestek leggyakrabban baleset vagy gyilkosság áldozatai.
Ebben a közegben a víz savassága, a hideg és az oxigénhiány együttes hatására a bőr kicserződik, megkeményedik; a huminsavak gyakran kioldják a meszet a csontokból, a haj jellegzetes vörösesbarnára színeződik. A különösen jó állapotban fennmaradt emberi leletek az antropológia számára felbecsülhetetlen értékűek.

##### Anglia
Legutóbb 1984-ben az angliai Manchester melletti Lindow-lápban találtak múmiát. Ezt a tetemet csapatnyi természettudós vizsgálta. A lindow-i férfinak csak a felsőteste maradt meg jó állapotban, mégis tudjuk, hogy az 1. század során, 20 és 90 között halt meg; feltételezetten gyilkosság áldozata lett, mert koponyáját beverték és nyakán fojtogatás nyomai fedezhetők fel. A gyomor- és béltartalmából vett minta elektronmikroszkópos vizsgálata kimutatta, hogy trichinával fertőzött húst evett, és testében orsós tüdőféreg élősködött – mindkét féregfajta sertésektől származik, tehát a lindow-i férfi disznóhússal táplálkozott –, utolsó étkezésként kenyeret evett. Koponyáját megröntgenezték, így arcát is sikerült rekonstruálni.

##### Dánia
Egy másik híres lelet a Haraldskæri nő, akit a dániai Jelling melletti Gunhilde-lápban találtak. A Jomsvikinga-legenda szerint a 10. században a norvég Gunhilde királynő ebben a lápban lelte halálát, miután Kékfogú Harald király átcsalta Dániába, és ott katonái a lápba fojtották. Amikor 1835-ben találtak egy holttestet, azt hitték, hogy a szerencsétlenül járt Gunhilde királynő tetemére bukkantak. A múmiát VI. Frigyes dán király nagy pompával a vejlei Szent Miklós templomba temettette. Az 1977-ben végzett radioizotópos vizsgálat során derült ki, hogy egy olyan asszony maradványait temették el királynőként, aki már i. e. 400 körül a lápba fulladt.

#### A kereszténység múmiái

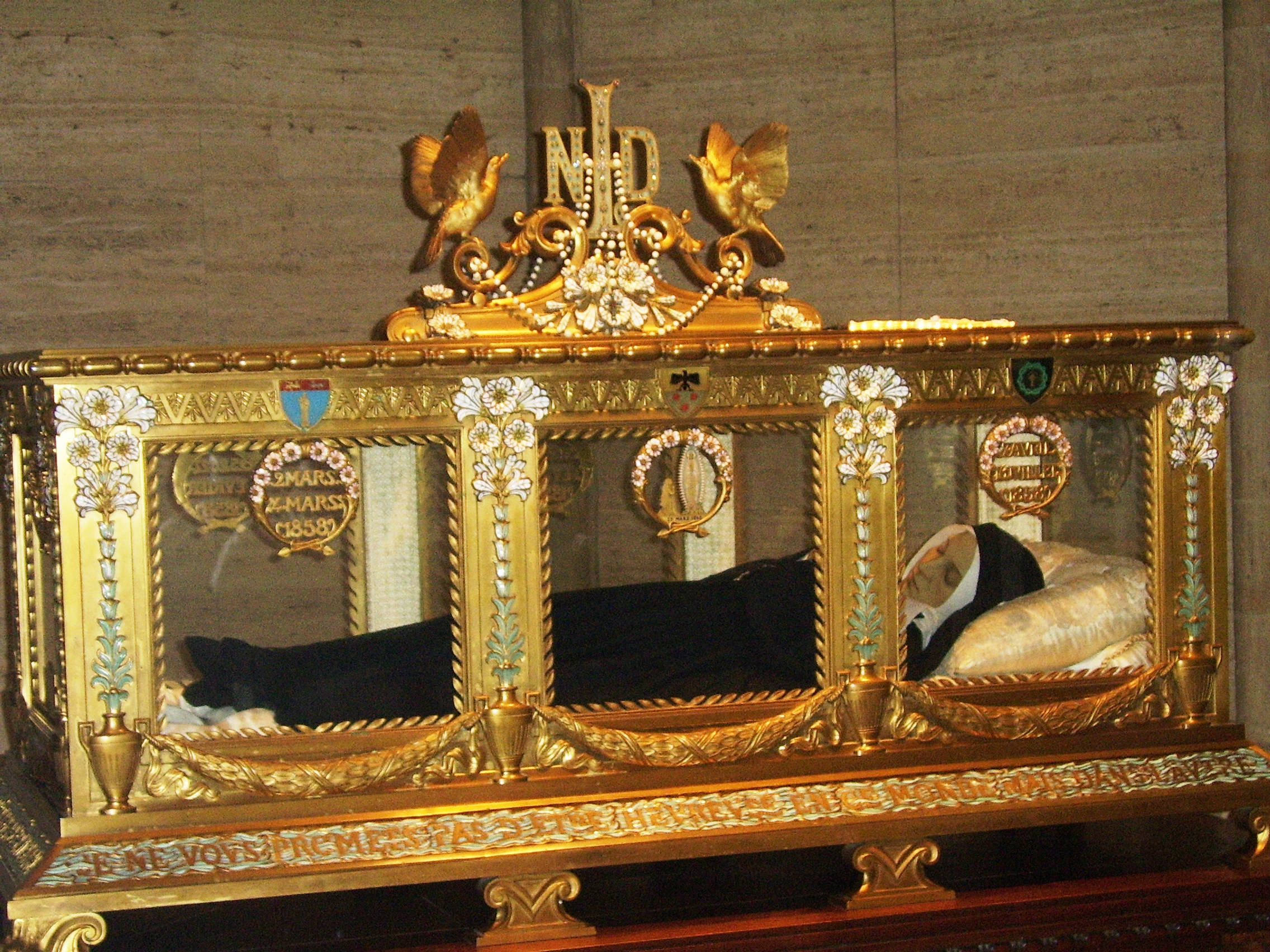
Szt. Bernadett az üvegkoporsóban

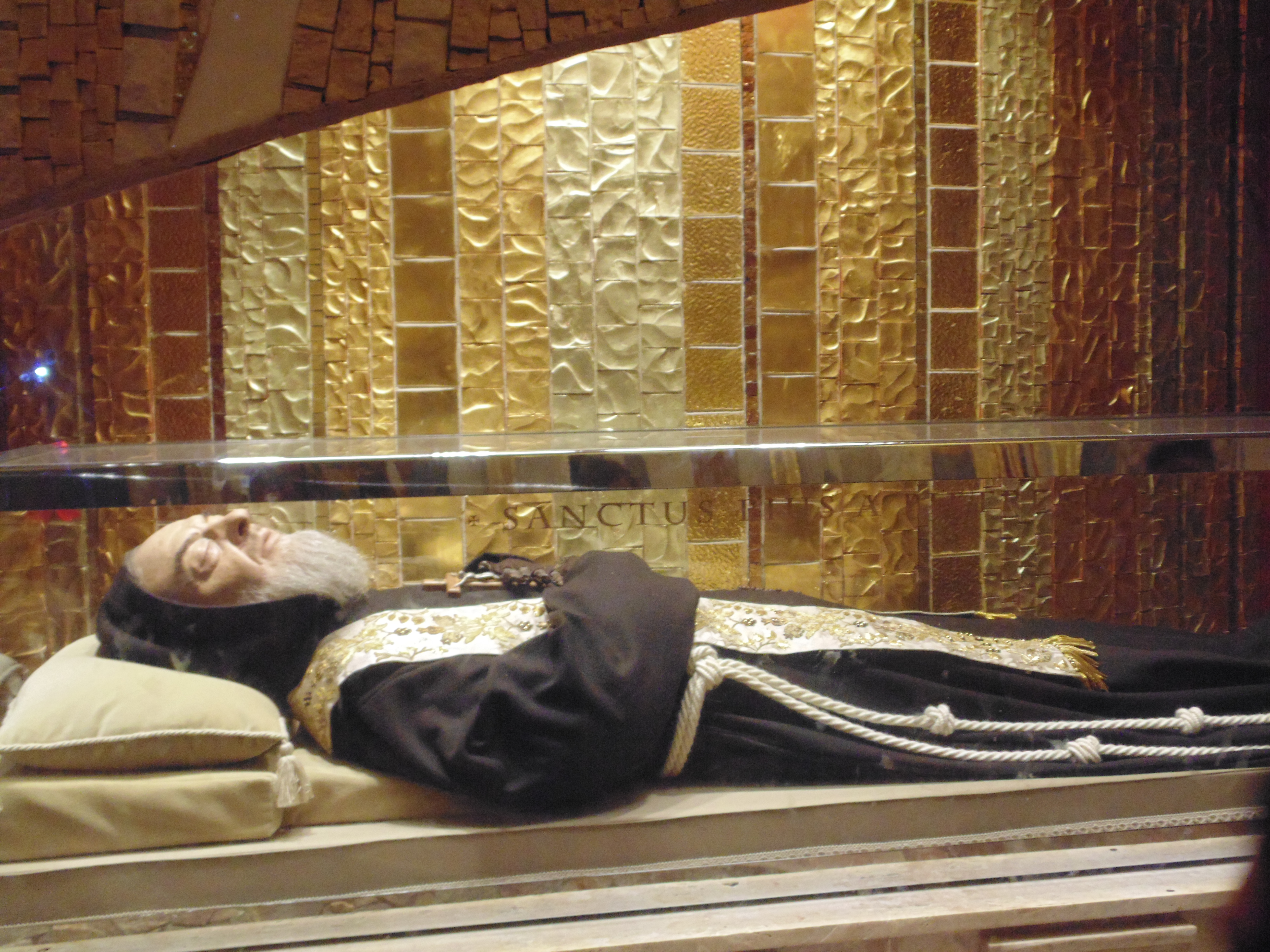
Szt. Pio Pietrelcinai

Európa-szerte több keresztény templomban láthatjuk az üvegkoporsóba helyezett több száz éve halott szentek el nem bomló múmiáit, vagy kiemelkedő ereklyeként tisztelt mumifikálódott testrészeit. Ezek a romolhatatlan szentek a mai napig ámulatba ejtik az embereket, hívők milliói különleges isteni csodaként tekintenek rájuk, tisztelik őket és hisznek gyógyító erejükben.
A legszebb romolhatatlan szent az 1879-ben Lourdes-ban eltemetett Szent Bernadett, akinek tetemét 1909-ben hantolták ki először és testét teljes épségben találták. Az ekkor végzett vizsgálat nem talált mesterséges mumifikálásra utaló nyomokat. Visszatemették, majd még kétszer exhumálták 1919-ben és 1925-ben, ám testén az oszlásnak semmilyen jelét sem tapasztalták. Boldoggá avatása kapcsán 1925. augusztus 3-án múmiáját ünnepélyes keretek között a Saint-Gilgard kolostor templomában üvegkoporsóba helyezték, ahol ma is bárki megtekintheti. Arcát és kezeit vékony viaszréteggel vonták be, hogy még életszerűbb legyen.
Sokáig a romolhatatlanok sorába tartozónak tekintették Cortonai Szent Margitot, azt a harmadrendi ferences nővért, aki 1297. február 22-én hunyt el, és azóta a cortonai bazilikában nyugszik. Az emberek sokáig úgy hitték, hogy különös isteni kegy óvta meg testét a bomlástól. Néhány éve azonban egy orvos megvizsgálhatta a tetemet, és a szent hasán és mellkasán mély vágásokat fedezett fel, amelyeket fekete fonállal varrtak össze. Margitot tehát mesterségesen mumifikálták.
Igaz, hogy a szentek kihantolásain a hivatalos tanúk között orvos megfigyelők is jelen vannak, ám a világi támadások és néhány leleplező vizsgálat miatt az egyház nem járul hozzá ahhoz, hogy romolhatatlan szentjeit és ereklyéit közvetlenül megvizsgálhassák.

##### Szent Jobb
E kiemelkedő ereklyék sorába tartozik államalapító I. István királyunk természetes úton mumifikálódott jobb keze, a Szent Jobb. I. István jobbjának kalandos története mindmáig sok fejtörést okoz a tudósoknak. A mumifikálódott jobb kar, később kézfej az elmúlt ezer év történelme során többször elveszett. Első megtalálója I. László király, aki István szentté avatása alkalmából a király csontjait sírjából kiemeltette, oltárra helyeztette és ereklyéket készíttetett belőlük. Ezek közül legismertebb ereklyénk a Szent Jobb, amelyet ma a Szent István-bazilikában őriznek, illetve István koponyacsontjának egy darabkája, amely az esztergomi Keresztény Múzeum gyűjteményének része.

#### Múmiákat rejtő kripták

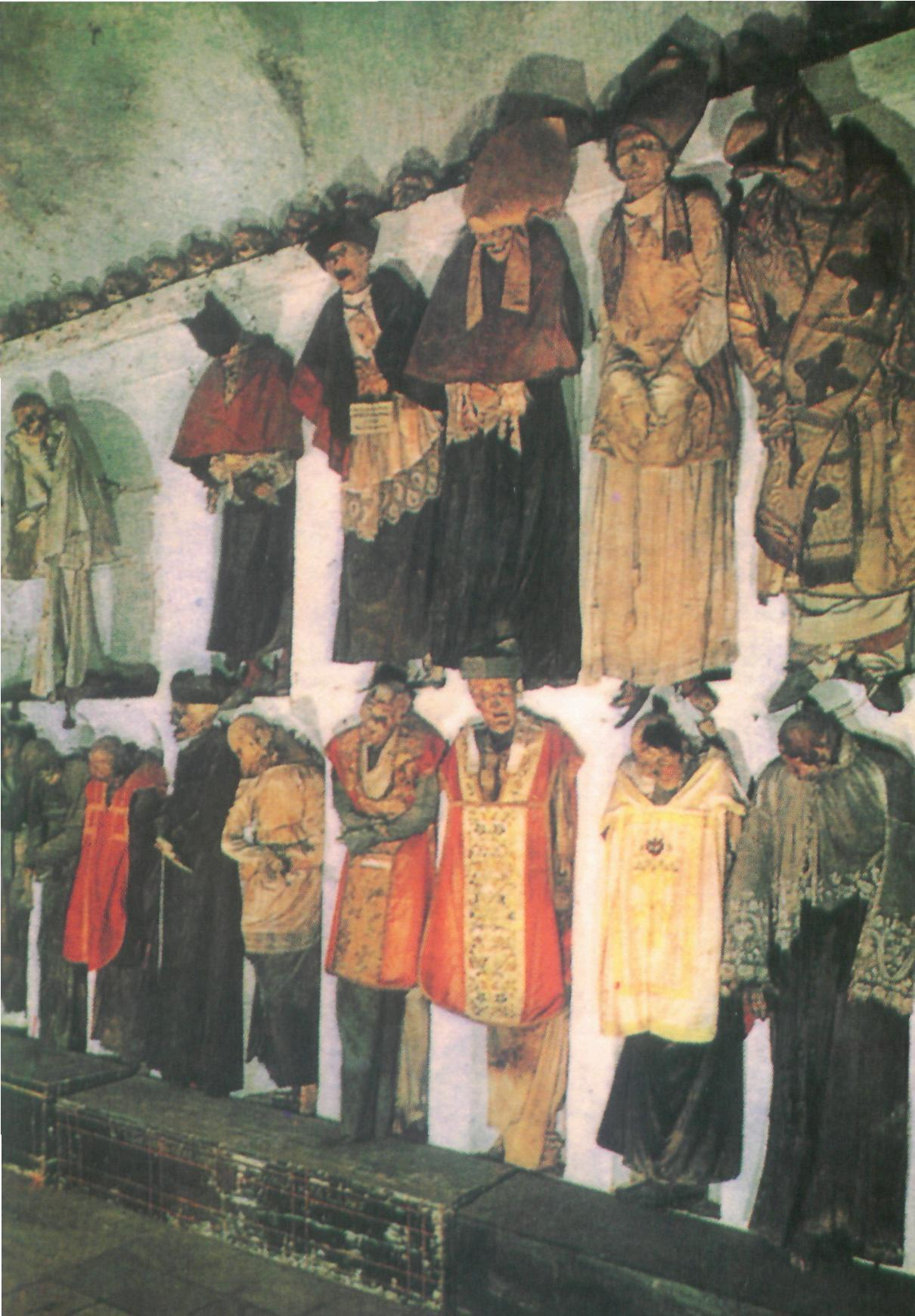
A papok folyosója – kriptarészlet, Palermói kapucinus kripta

Ausztriában, Csehországban, Magyarországon, Németországban, Olaszországban, Svájcban, Ukrajnában találunk nagy templomokat, kolostorokat, amelyek kriptáiban az állandó, egyenletes, hűvös levegő, a kellemetlen huzat és a talaj magas mésztartalma révén kialakult mikroklíma hatására természetes módon mumifikálódtak az ide temetett testek.

##### Olaszország
A leghíresebb sírbolt a kapucinus szerzeteseké Palermóban, Szicília szigetén. Itt körülbelül 6000, 1599 és 1920 között, kezdetben természetes módon mumifikálódott, később mesterségesen mumifikált tetem nyugszik. A megmerevedett holttesteket a kripta hosszú folyosóin egyszerűen a levegőn hagyták szikkadni, végül ecetes vízzel lemosták őket; ezután ünnepi öltözéket adtak rájuk és rangjuk illetve foglalkozásuk szerint sorba rendezve őket a galéria falához támasztották a múmiákat. Kezdetben csak a szerzetesek nyugodhattak a kolostor falai között, később jelentős adományok fejében a gazdag polgárok is elnyerték a jogot, hogy helyet kapjanak a föld alatti kriptában.
Az itáliai Venzone katedrálisa alatti katakombák is megőrizték a holttesteket, amelyekből 1842 óta kiállításokat is rendeztek. A szállítások és az 1976-os földrengés miatt sok tetem erősen megrongálódott. A tudósok mindeddig nem találtak magyarázatot arra, hogyan maradhattak meg a testek évszázadokon át ilyen tökéletes állapotban, ezért 2000-ben megröntgenezték a múmiákat; úgy vélik, hogy a sok gipszet és meszet tartalmazó talaj segítette a halottakat konzerváló mikroklíma kialakulását.

##### Németország
Németországban a leghíresebb kazamata a „brémai ólompince”, valamint a fejedelmek és nemesek sírboltja Quedlinburgban, ahol az egykori uralkodók múmiái láthatók.
A legizgalmasabb múmia Brandenburgban marad fenn, a Kampehl templom sírkápolnájában. A helybéliek szerint a test csakis a hírhedt 1651 és 1702 között élt Kahlbutz lovagé lehet. A lovag története szerint a nemes úr sokszor élt az első éjszaka jogával („ius primæ noctis”) és több mint 30, házasságon kívüli gyermeke született. Egyszer azonban az egyik asszony minden erejével ellenállt neki, ezért haragjában megölte a nő vőlegényét. A bíróság előtt a lovag tagadott, és esküjében azt mondta: ha valóban ő a gyilkos, akkor Isten ne engedje elporladni a testét. Így kapta a különös múmia a „Kahlbutz lovag” nevet. Több kutató és orvos vizsgálta a holttestet, de semmilyen magyarázatot sem találtak a mumifikálódásra; talán a sok cserzőanyagot tartalmazó kettős tölgyfa koporsó óvta meg a tetemet.

##### Magyarország
Magyarországon 1994-95-ben Vácott a dominikánus Fehérek templomának felújítása során 265 természetes múmiát találtak. A templom befalazott kriptáiból kerültek elő a koporsókba temetett és természetes úton konzerválódott holttestek, amelyeket a koporsófeliratok és egyházi anyakönyvek alapján 1729–1838 között temettek el. A 200-300 éves tetemeket a kedvező mikroklíma őrizte meg; Budapesten, a Magyar Természettudományi Múzeumban voltak láthatók 2006-ban. A leletegyüttes betekintést enged hazánk 18. századi társadalmi és egészségügyi viszonyaiba.

#### Ötz-völgyi-Alpok
A természetes mumifikálódás iskolapéldájának számít az i. e. 4. évezred végén élt férfi teteme, amelyet 1991-ben Olaszország és Ausztria határán, az Ötz-völgyi-Alpokban találtak. A lelőhelye után „Ötzi, a jégember” néven ismert múmia egyedülálló tudományos lelet, mert ez a világ legrégebbi teljes épségben megmaradt emberi holtteste. Ez a rézkori ember 1,65 méter magas volt. Halálát megelőzően íjjal, nyilakkal, tűzkőkéssel és rézbaltával felfegyverkezve vadászni indult. Meleg szőrmekabátot, lábszárvédőt, szalmával kitömött bőrcipőt, bundasapkát, kesztyűt, szénából szőtt köpenyt és ágyékkötőt viselt. Halálakor 45 éves lehetett (ami akkoriban nagyon magas életkornak számított), a hátában talált kőből készült nyílhegy alapján pedig arra következtetnek a tudósok, hogy orvul meglőtték. Vélhetőleg sebesülten egyre magasabbra menekülve egy sziklamélyedésbe húzódott, ahol hirtelen hóvihar lepte meg, és a szikla fölötti gleccserfolyam évezredekre betemette. A múmia ma Bolzanóban (németül: Bozen), a Dél-tiroli Régészeti Múzeum mélyhűtő üvegvitrinjében pihen, −6 °C hőmérsékleten, 99%-os relatív páratartalom mellett.

### Ázsia

#### Kína
Kínában őrzik a világ legszenzációsabb múmiáját, a 2000 éves kora ellenére tökéletes állapotban fennmaradt Dai hercegnő tetemét, avagy a „Múmia Dívát”. A kínai régészek az ország délkeleti részében, Hunan tartomány fővárosa közelében számos Han-dinasztiabeli sírdombot találtak. A sírok legtöbbjét kifosztották, ám 1972-ben rátaláltak egy érintetlen aknára, amelyről egyértelműen megállapították, hogy Li Cang kormányzó feleségének, Xin Zhui Dai hercegnőnek a sírja. A nemes hölgy a nyugati Han-dinasztia tagja volt és i. e. 178 és 145 között hunyt el. A több méteres keményre döngölt földdel feltöltött sírakna alatt, faszénréteggel borított agyagba ágyazva hat egymásba illesztett, gazdagon díszített fakoporsóban találtak rá a különlegesen jó állapotban fennmaradt női múmiára, amely húszrétegű selyempólyában feküdt. A kemény és merev egyiptomi múmiákkal ellentétben a holttest ízületei mozgathatóak voltak, izomzata és bőre éppolyan rugalmas volt, mint egy élő emberé. Haja megőrizte barnásfekete színét; a testben benne voltak a belső szervek és sehol sem látszott rajta vágás nyoma.
A tudósok még ma sem jöttek rá, miként maradhatott meg ilyen hosszú ideig épségben a holttest. Az egyik elmélet szerint a koporsókat körülvevő agyagréteg és/vagy a fölötte lévő faszén segítette a tökéletes mumifikálódást. A bőrből és az izomzatból vett minták vizsgálatakor kiderült, hogy a testnek magas a higany- és az ólomtartalma. Így a másik elgondolás szerint a hercegnő szövetei azért mumifikálódtak tökéletesen, mert a testet különleges vegyszeres folyadékba merítették, amelynek összetétele ma még ismeretlen. A régészek Dai hercegnő szenzációs lelete után még két további sírra bukkantak. Mindkettőben tökéletes állapotban megmaradt múmiát találtak; az egyik Sui bíró, a másik Ling Huiping, a nagyhatalmú Han-dinasztia egyik nemes urának felesége volt.

##### Tarim-medence
További érdekes példa a Xinjiangban – „Kínai Türkesztán” autonóm területén –, a Tarim-medencében talált 3000 éves Tokhár leletcsoport. Az Európát Kínával összekötő régi selyemút mentén, a Takla-Makán sivatagban Niya város közelében az ásatások során tökéletes állapotban fennmaradt természetes múmiákra (férfiakra, nőkre, gyermekekre egyaránt) leltek. Színes gyapjúból készült ünnepi ruha és olyan magas lovaglócsizma volt rajtuk, amilyet még ma is hordanak arrafelé. A leletek valódi értékét mégsem a ruhák jelentették, hanem az, hogy ezek a tetemek nem ázsiainak, hanem európainak tűntek. A kínaiaktól eltérően nagy orruk volt, és a férfiak gondosan vágott körszakállt viseltek. A szénizotópos vizsgálat kimutatta, hogy a testek i. e. 1000 körüliek és a sivatag szélső vidékein vándorló tokhár nép tagjai. (lásd még: tokhár nyelv – indoeurópai nyelvcsalád) E leletegyüttes a népvándorlásról alkotott korábbi elméletek felülvizsgálatára késztette a kutatókat.

#### Szibéria

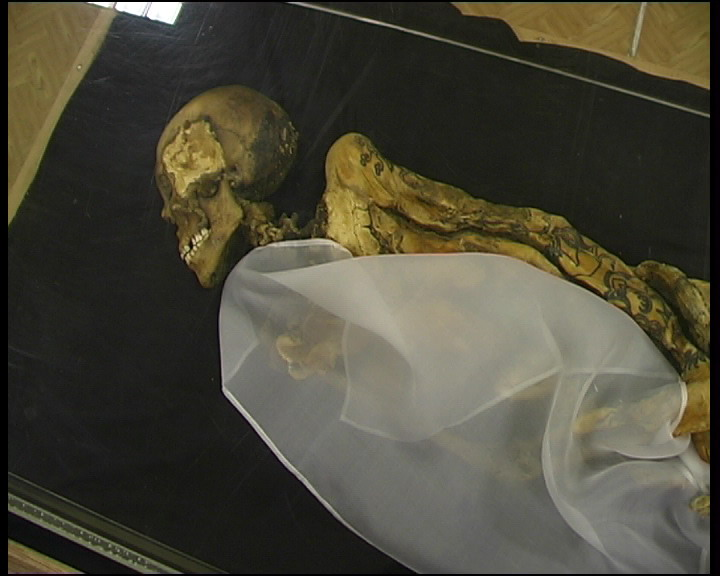
Altaj Hercegnőjének tetovált múmiája

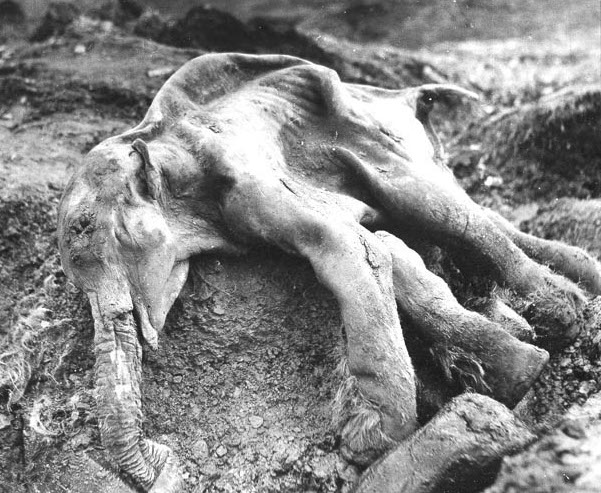
A Gyima nevű mamutbébi eredeti lelőhelyén, a Kolima völgyében, a Bering-földhídon

Szibéria örökké fagyos területein számos jégkorszaki állattetemet: mamut és gyapjas orrszarvú múmiát találtak, amelyek mintegy 40 ezer évesek. Ezek egyike a híres „Gyima” nevű mamutbébi múmiája, amelyen az első klónozási kísérleteket végezték. A tudósok megpróbálták az állat DNS-ét elkülöníteni, hogy élő mamutot klónozhassanak. A próbálkozások sikertelenek maradtak.
A legnevezetesebb emberi múmiára 1993 nyarán találtak rá. A múmia a paziriki asszony nevet kapta, mert a kutatók szerint a szibériai szkítákhoz kapcsolódó Pazirik-kultúra társadalmának egyik igen tekintélyes tagja volt, a helybéliek „ukoki hercegnő”-ként emlegetik. Az Altaj – az év nagy részében fagyos – talajába vájt 2400 éves kurganba nem sokkal a temetés után eső és hólé folyt, ami megfagyott, így a sírkamrában lévő testet vastag jégtömb vette körül és természetes módon mumifikálta. Az asszonyt egykor gyapjú- és selyemruhákba, drága prémekbe öltöztették; így feküdt ott évszázadok óta. Koporsója egy vaskos, kivájt fatörzs volt, amely köré kis faházat emeltek. A halottat élelemmel, edényekkel és hat felszerszámozott, felnyergelt pompás lóval együtt temették el.

#### Önmumifikálók
Kínai, japán és tibeti buddhista szerzetesek körében az 5–6. századtól kezdve terjedt el az a szokás, hogy testüket különleges étrenddel előkészítették a halálra. A szerzetesek kizárólag sót, fenyőkérget és néhány diószemet rágcsáltak, így lassan halálra éheztették magukat. Folyadékot alig vettek magukhoz, ezért testük kiszáradt. A lassú éhhalált „nyujo”-nak nevezték, amelynek jelentése: „belépés a nirvánába”. Az imádkozó, lótuszülésben ülő papi múmiák a templomok díszhelyére kerültek, és a hívő lakosság ma is nagy tiszteletben tartja őket. A buddhisták úgy tartják „csak a leggyakorlottabb mesterek képesek testüket úgy előkészíteni, hogy később a halál nem foghat rajtuk.”

### Amerika

#### Észak-Amerika

##### Nyugat-Grönland

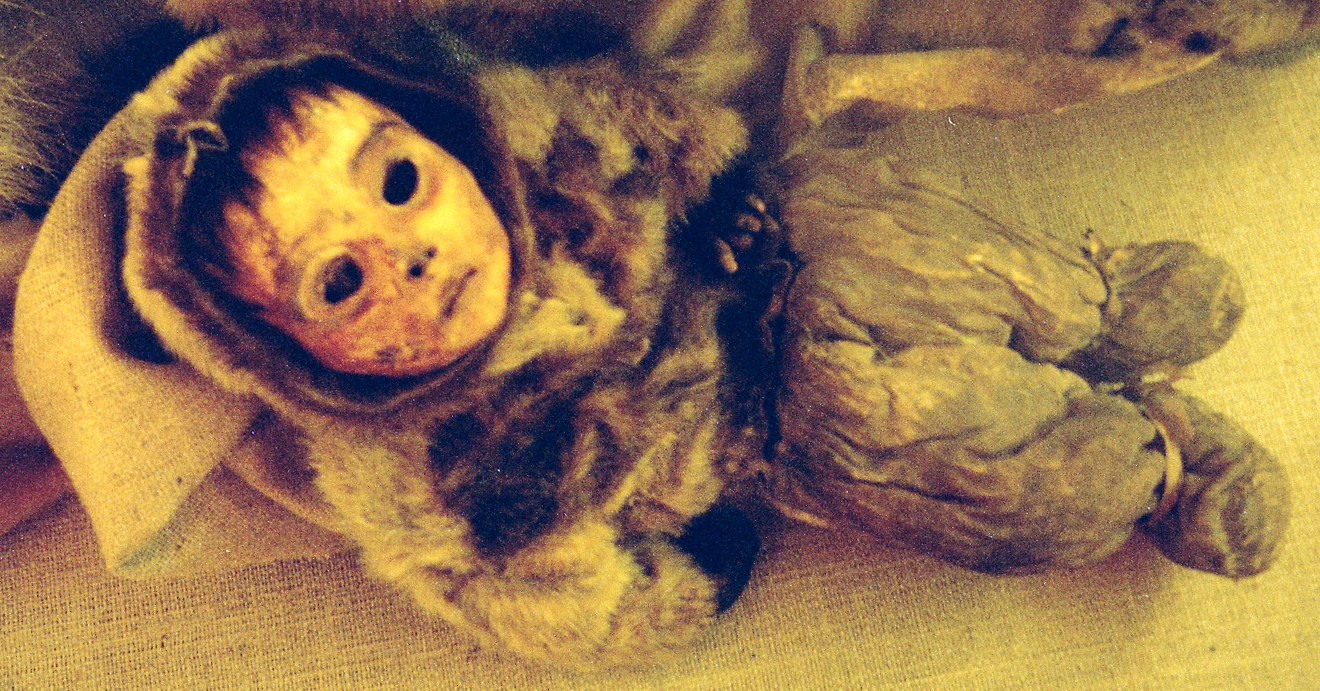
Inuit csecsemő

Ahol a hőmérséklet gyakorlatilag egész évben fagypont alatt van, ott a világon bárhol kialakulhatnak jégmúmiák. Grönland nyugati partján az arra vadászó Grønvold fivérek 1972-ben két sírt találtak. A sírokban hat inuit nő és két gyermek – egy hat hónapos csecsemő és egy négyéves kisfiú – holtteste feküdt. Az inuitok több mint 500 évvel ezelőtt laktak a tengerparton egy Qilakitsoq nevű helység közelében. A sírok egy hegyoldal árnyékában voltak, így a tetemek hőmérséklete még nyáron is fagypont alatt maradt; a száraz levegő és az állandó hideg természetes módon mumifikálta a testeket. A lelet attól rendkívüli, mert különös szőrmeruházatuk is tökéletesen konzerválódott: rénszarvas- és fókabőrből készített ruhadarabokat – csuklyás inget, kabátot, nadrágot, harisnyát és csizmát – valamint kacsatollból készült alsóneműt viseltek.

##### Beechey-sziget (Észak-Kanada)

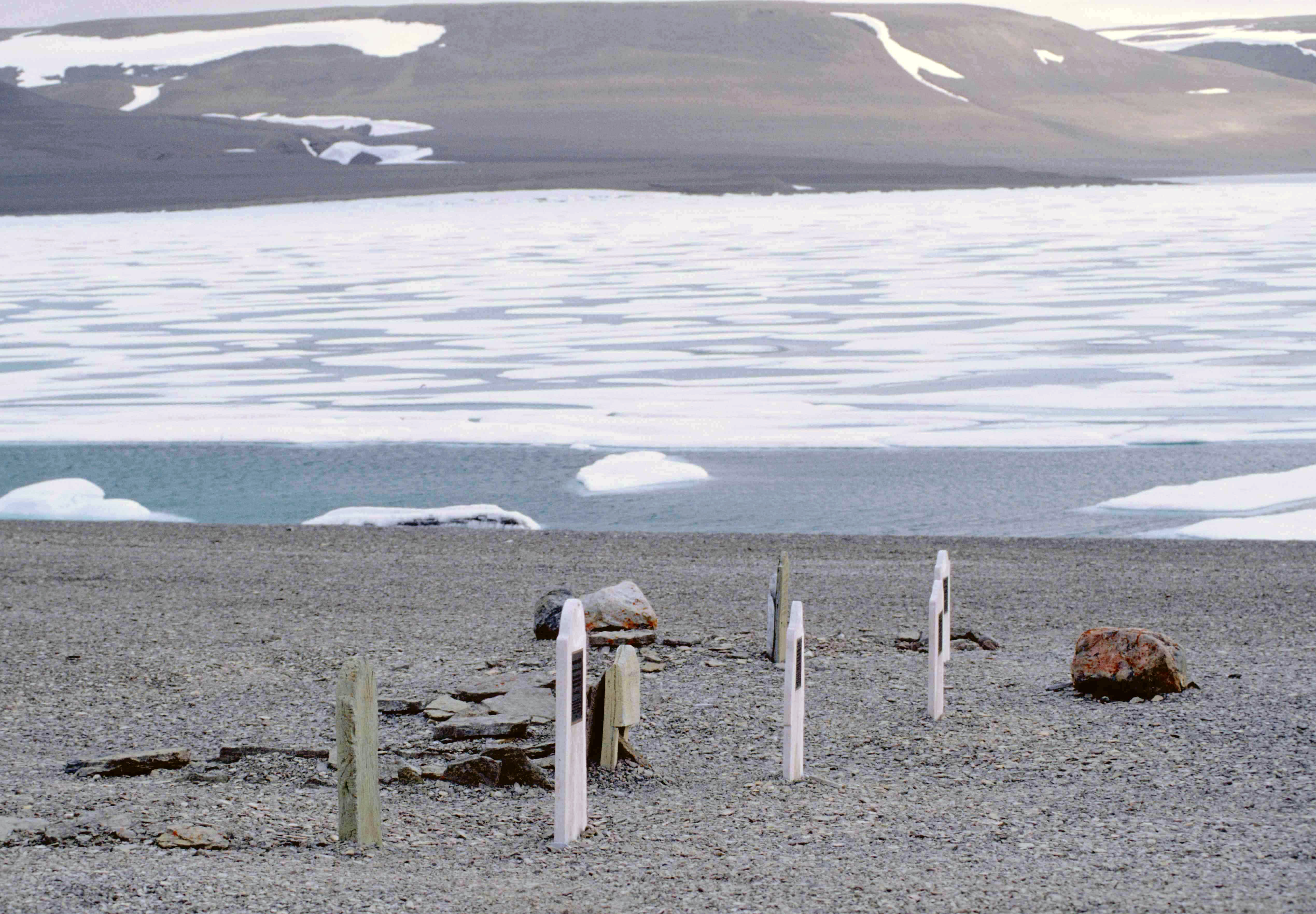
A Beechey-sziget három sírja 1997-ben

Tragikus véget ért Sir John Franklin kapitány az északnyugati átjárót kereső utolsó expedíciója (avagy „Franklin elveszett expedíciója”) 1845–48 között. Az expedíció két hajója, az Erebus és a Terror 1846 szeptemberében a kanadai Viktória-szorosban, a Vilmos király-sziget közelében a jég fogságába esett. A hideg, a különféle betegségek (pl. skorbut, tuberkulózis, tüdőgyulladás, ólommérgezés) és a nélkülözések miatt már megfogyatkozott csoport a következő két telet a szigeten töltötte, majd egy részük 1848 áprilisában a jég hátán és a szárazföldön dél felé indult. Az eredetileg 129 fős csoportból végül senki sem maradt életben. Az 1980-as évek közepén exhumálták a legénység Beechey-szigeten eltemetett 3 tagjának az örökfagy által jó állapotban megőrzött holttestét, amelyek vizsgálatából fényt derítettek a haláluk okaira.

##### Guanajuato (Mexikó)

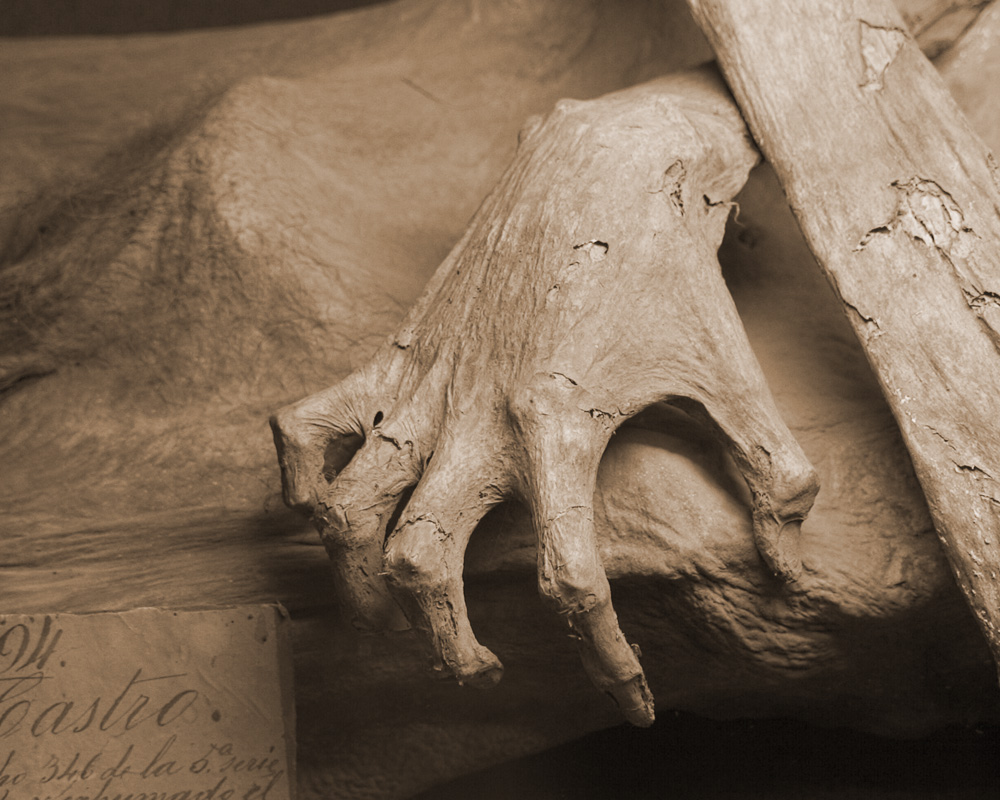
Egy múmia keze a múzeumból

A mexikói Guanajuato városában a 19. század második felére a temető megtelt. Ekkor a hatóságok felnyitották azokat a sírokat, amelyek után már nem fizettek bérleti díjat. Meglepődve tapasztalták, hogy a sírokban fekvő holttestek nagyon jó állapotban megmaradtak, a száraz, forró klíma és a talaj kedvező kémhatásának köszönhetően. A 20. század elejére már kisebb látványosság lett a múmiákból, mivel a temető munkásai kisebb összegért mutogatni kezdték őket a kíváncsiskodók számára. Ez vezetett a 119 természetes módon mumifikálódott és 1865 és 1979 között exhumált holttestet bemutató, egyedülálló Múmiamúzeum („El museo de las momias”) megalakulásához. A múmiák között a csecsemőtől az idősekig minden korosztály megtalálható, sőt egy újszülött is látható, aki az édesanyjával együtt a császármetszésbe halt bele.

##### Dinoszauruszok
Az USA-ban találtak rá a legkorábbi állati múmiákra: kb. 70 millió éves a Montanában felfedezett Brachylophosaurus-bébi, „Leonardo”; és a Wyomingben talált Edmontoszaurusz. A dinoszauruszokból nem maradtak fenn épségben teljes természetes múmiák, csak csontok; e két esetben azonban a lágy szövetrészek foszlányai megmaradtak, mumifikálódtak. Így a korai krétakori kacsacsőrű Edmontoszaurusz „csőrös sárkánymúmiáján” épen maradt a csőre, valamint a mellső lábai között és a hátán lévő bőr lenyomata. Ma a frankfurti Senckenberg Naturmuseumban látható.

##### Alaszka
Szintén amerikai lelet az a 36 ezeréves bölénymúmia, amelyre alaszkai aranyásók bukkantak 1979-ben. Bőrét a talaj vasfoszfát-tartalma kékre festette, ezért a „kék bébi” nevet adták neki. A bölény már nem élt, amikor körülzárta a jég: amerikai oroszlánok tépték szét; húsában egy beletört fogat is találtak.

#### Dél-Amerika

##### Chinchorro-múmiák

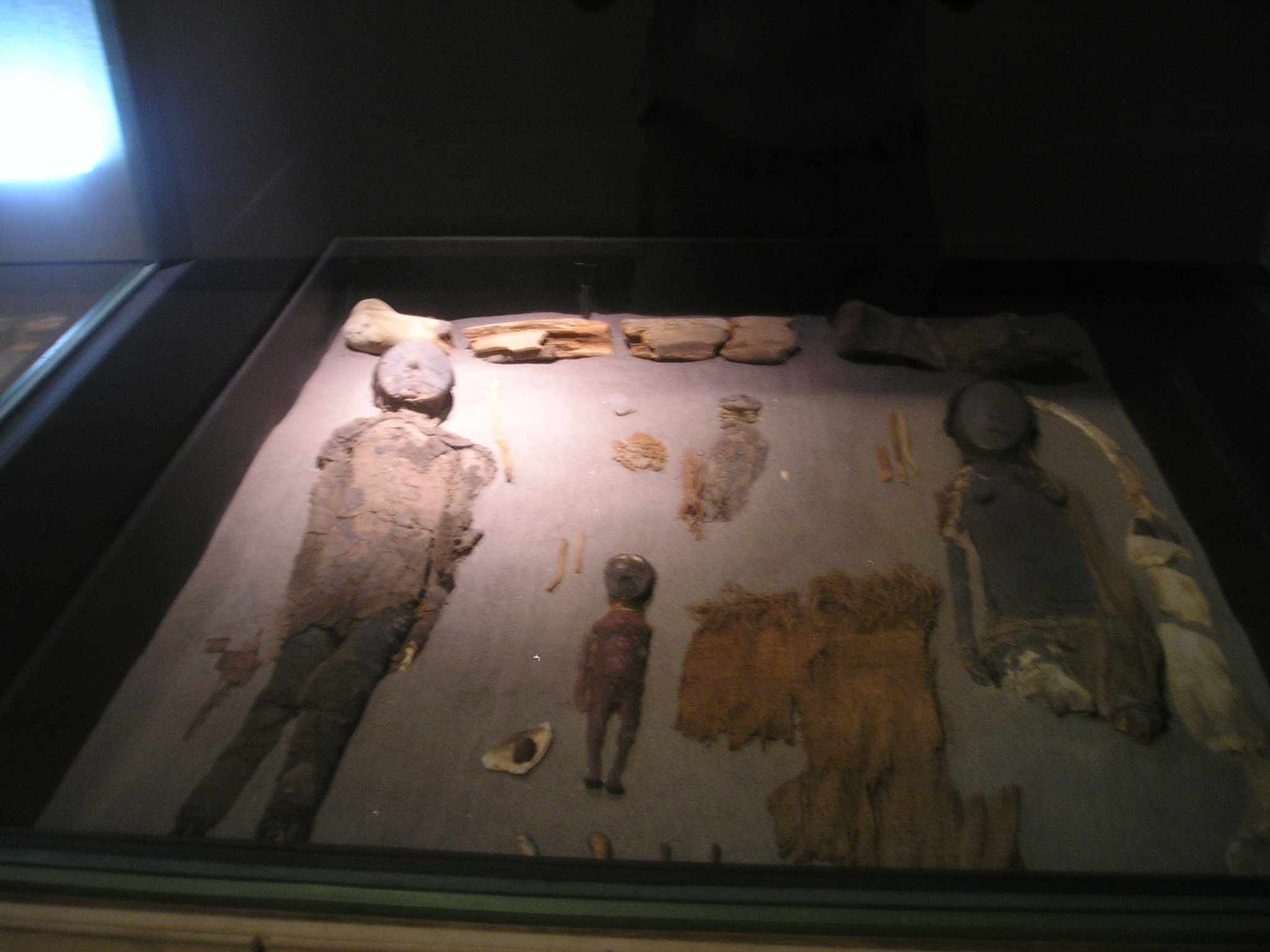
Chinchorro–múmiák

Chile és Peru korai kultúráiból egészen a 20. század elejéig csak néhány igen szegényes régészeti lelet maradt fenn. Ám 1983-ban Észak-Chilében szenzációs leletre bukkantak a régészek; 96 különös múmiát ástak ki egy vízvezeték-építés földmunkái során felszínre került temetőből. A tetemeket megtaláló német régészek által „Chinchorro-múmiák”-nak (magyar kiejtése: csincsorró) elnevezett maradványok a C14-es kormeghatározás alapján i. e. 5000 körül – 2500 évvel az egyiptomi piramisok építése előtt – kerültek nyughelyükre, így ezek a valaha talált legrégibb emberi múmiák. Megrázó, ahogyan ezek a kőkori emberek tartósították halottaikat: az elhunyt testét először szétdarabolták, a bomlandó részeket eltávolították, majd a maradványokat kiszárították. A testrészeket fűvel és hamuval töltötték ki, majd botok segítségével ismét összeillesztették. Ezután hamuból és enyvből pasztát készítettek és újraépítették a testet; erre erősítették a kiszáradt kezeket és lábfejeket. A testet emberi vagy állati bőrrel vonták be, a fejre hajtincset ragasztottak, és az egész tetemet fekete mangánnal és vörös okkerrel kifestették. A chinchorrók i. e. 1500-ig temetkeztek így.

##### AzAndokmúmiái

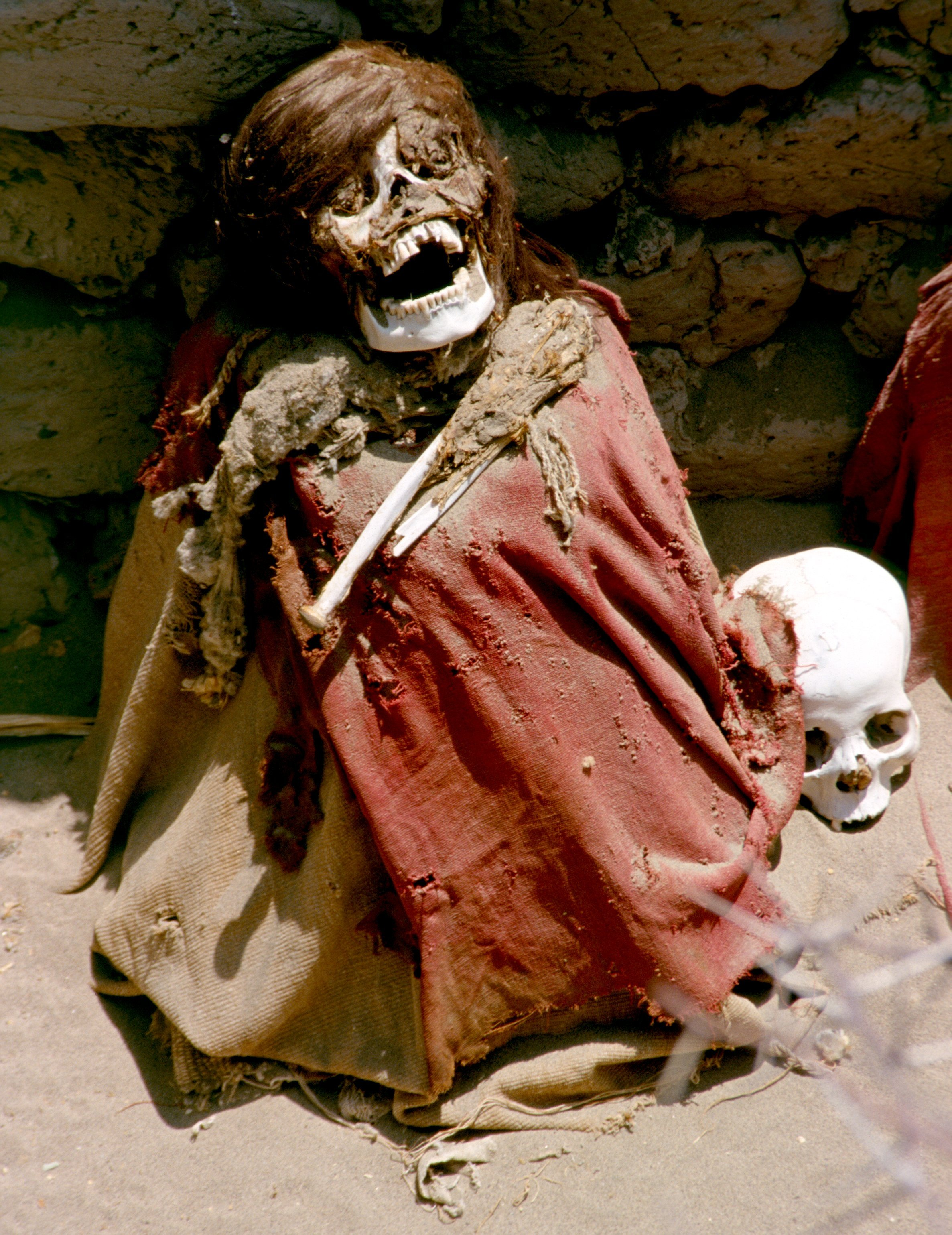
Nazca-múmia, Peru

A Dél-Amerika nyugati részén (a mai Kolumbia, Ecuador, Peru, Chile területén) lakó ősi népek halottaikat un. múmiabatyukban temették el, egy-egy csomagban akár több személyt is. Ezt a módszert a kutatók Fardel-múmiapólyázásnak nevezik. A testeket guggoló (magzati) helyzetben összekötözték, kosárba rakták és a hideg magaslati levegőn kiszárították. E természetes múmiákat csodálatosan szőtt, hímzett kendőkbe csomagolták, amelyeket külön a temetési szertartásokra készítettek. A kendőkbe csavart testek kúp vagy hengeres formájúak lettek, amelyekre még egy kisebb hengert kötöztek, így pótolva a fejet. Egy egy múmiabatyuban hét ember is elfért, akiket legfontosabb használati tárgyaikkal, élelmiszerekkel együtt temettek el. Egy-egy csomag több száz kilogrammot nyomott. A múmiabatyukat a nagy temetőkben lévő barlang- vagy gödörsírokba helyezték. Sajnos semmilyen más nyom nem maradt fenn róluk, ezért kultúrájukat a temetkezési helyek alapján nevezték el. A legrégebbiek lelőhelye Paracas, Nazca és Mochica (i. e. 900–200); i. sz. 600-ig Wari és Tiahuanaco, végül 1000-ig Chimú, Ica és Chancay. Limai kutatók 2001-ben fedeztek fel egy óriási temetőt Puruchucóban, amely az inka idők múmiabatyuit rejti.
1533-ban Francisco Pizarro meghódította az inkák nagy birodalmát és elfoglalta fővárosukat, Cuzcót. Ekkori feljegyzésekből tudjuk, hogy a spanyolok bevonulása nemcsak az utolsó uralkodó halálát jelentette, hanem mumifikált őseiét is. Pizzaro emberei az inkák aranyának kutatása közben megtalálták a korábban elhunyt uralkodók sírpalotáit, ahol a királyok, a feleségeik és a gyermekeik múmiái éppen olyan körülmények között „éltek”, mint korábban. A múmiáknak megvolt a maguk udvartartása; rendszeresen „etették” és öltöztették őket, cserélték pompás ékszereiket; továbbra is részt vettek a közösség életében és a vallási szertartásokon. A hódítók a múmiákat Limába – az új fővárosba – szállították és látványosságként mutogatták, majd később, feltehetően az inkvizíció nyomására elégették őket. Mivel egyetlen múmia sem maradt meg, az inka királyok holttestének mumifikálási eljárásairól gyakorlatilag semmit sem tudunk, bár néhány kutató reménykedik, hogy a hűséges inka alattvalók elrejtettek néhány testet az Andok csúcsai között, amelyekre egy nap rátalálnak.
Az Andok fagyos csúcsai a hegy istenének, Apus-nak áldozott gyermeksírokat is őriznek. 1995-ben fedezték fel a 14 éves kislány, Juanita – a perui „Jéglány” – fagyott múmiáját; majd 1999-ben az argentínai Cerro Llullaillaco szent hegyének inka romjai között három további gyermekmúmiát találtak. A gyerekek összekuporodva, magzati testtartásban ültek; díszesen szőtt ruhát viseltek, néhányukat fehér tollakból készített fejdísz ékítette. 500 évvel ezelőtt, áldozati ajándékokkal és kultikus szobrocskákkal együtt, vélhetőleg kábító hatású szerektől bódultan – az egyik leletcsoport mellett egy zsák kokalevelet is találtak – temették őket fagyos, kövekkel kibélelt, ‑20 °C hőmérsékletű sziklasírjukba.

##### Mylodon-barlang

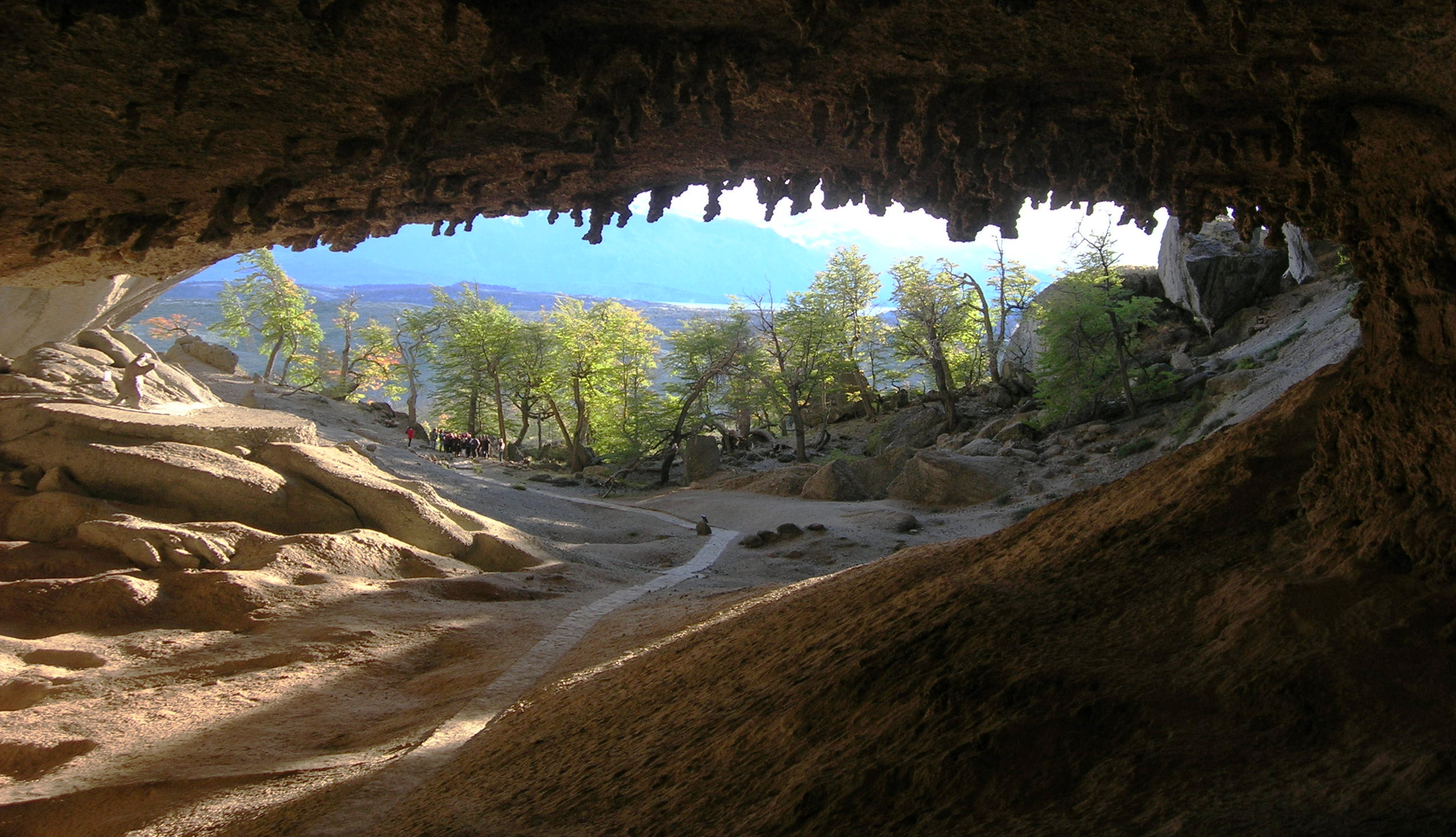
A Mylodon-barlang, Chile, Patagónia

Patagónia Chiléhez tartozó részén, a Mylodon-barlangban 1896-ban a földilajhárok egyik, mintegy 10 000 évvel ezelőtt kihalt fajának (Mylodon darwini) meglepően jó állapotban fennmaradt maradványait (bőr, csontok) találták meg, amelyek a barlang kedvező (egyenletesen száraz és hűvös) mikroklímájának köszönhetően maradtak fenn. A felfedezők először azt hitték, hogy az indiánok által hátrahagyott dolgokról van szó, később kiderült, hogy koruk legalább 10 000 év.

## A múmiakutatás

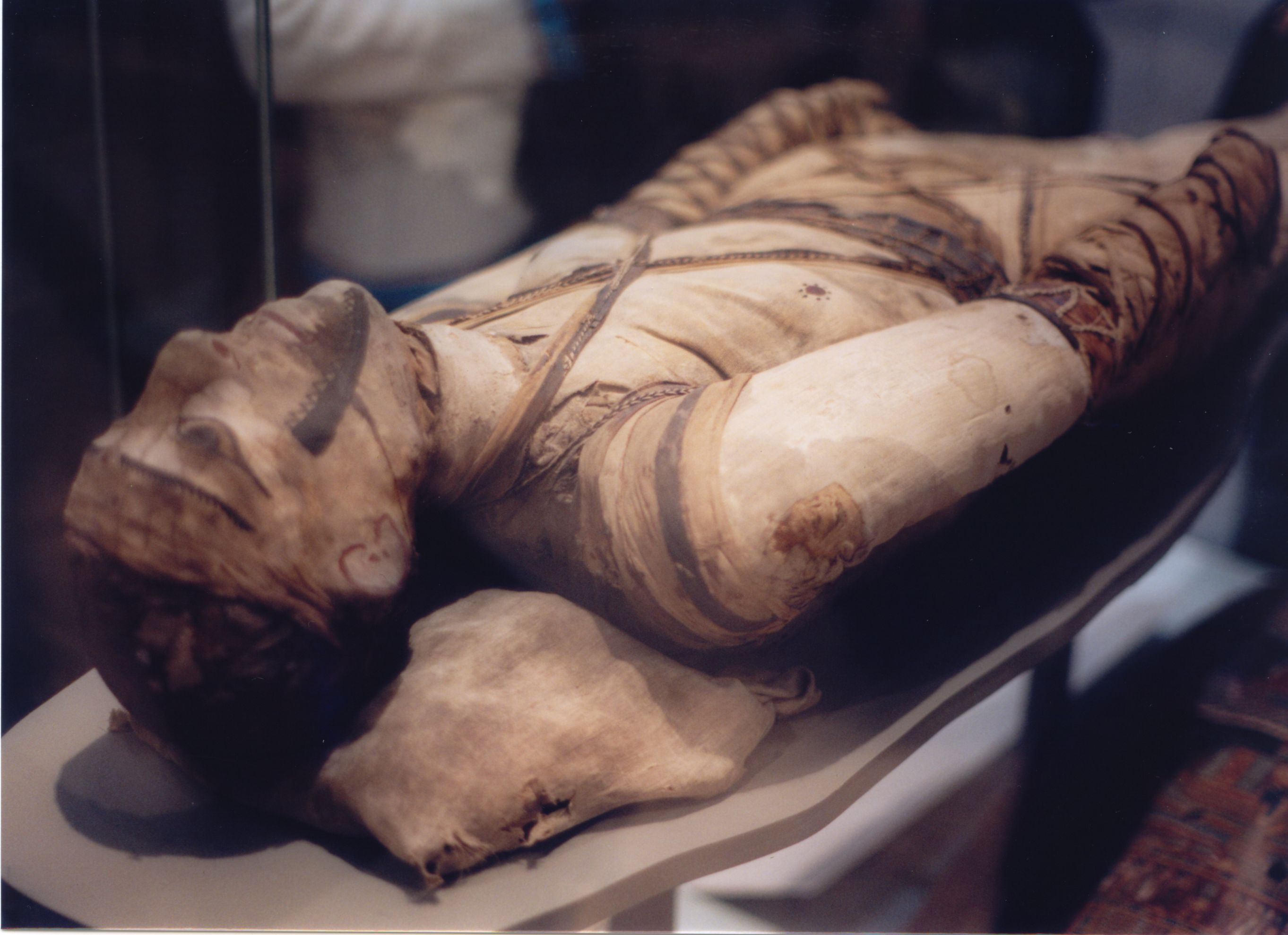
Múmia a British Múzeumban

A múmiakutatás az egyiptomi múmiák iránti kíváncsiságból indulva fejlődött a különböző tudományágak szakembereit tömörítő tudományos tevékenységgé. A mai modern természettudományos szemléletű múmiakutatás arra törekszik, hogy a múlt embereinek életét megfejtse. Így napjaink múmiakutatói különböző tudományágak szakemberei – biológusok, antropológusok, történészek – akik sok apró részletből rakják össze a minket megelőző korok képét, olykor költséges vizsgálati módszereket és a legmodernebb technikai eszközöket alkalmazva.
A múmiák szövetmintáinak vizsgálata során kimutathatók a régen élt emberek betegségei, táplálkozási, öltözködési szokásai; ezek alapján bepillantást nyerhetünk olyan korok embereinek mindennapi életébe is, melyekről nem maradtak ránk írásos emlékek. A béltartalom mikroszkópos vizsgálatakor arra derülhet fény, hogy mivel táplálkoztak az emberek, milyen magvakat, leveles zöldségeket, vadon termő gyümölcsöket ettek, milyen gyökereket gyűjtöttek, milyen szinten volt az állattenyésztés, vagy vajon mit evett utoljára az elhunyt. A röntgenvizsgálatok révén kimutathatóak az ún. Harris-vonalak (vékony kis keresztvonalak a kéz és a láb csontjaiban), amelyek elárulják, hogy az ember növekedése során mindig elegendő táplálékhoz jutott-e.
Az utóbbi néhány évtizedben az elemzési módszerek és a számítógépes programok fejlődése új lehetőséget nyitott a múmiakutatók számára. Ma már CT-vizsgálatok, mágneses rezonancia-vizsgálatok révén tökéletes képet kaphatunk e konzervált testekről; a kutatók virtuálisan le tudják fejteni a múmiák pólyáit, és megnézhetik az arcot, eltávolíthatják a bőrt és bepillantást nyerhetnek a koponya belsejébe is. A múmiák DNS-vizsgálata lehetőséget biztosít a betegségek, fejlődési rendellenességek, a dinasztiák leszármazási vonalainak vizsgálatára, a tetemek és a ma élő népek közötti rokonság elemzésére; sőt még a múmiák klónozásának ötlete is felmerült – az eddigi állatmúmiákon végzett próbálkozások sikertelenek maradtak.

## Múmiák a kultúrában
A múmia, mint tartósított holttest a rémtörténetek egyik klasszikus alakjává vált, ami holtából életre kel, hasonlóan a zombikhoz. A talán legismertebb egyiptomi múmiák után emiatt gyolcsba vagy gézbe tekert, csoszogó rémként jelenítették meg, amivel hamar a tömegkultúra része lett, ezért találkozhatunk mindenhol múmiákkal: megjelennek a reklámokban, a játékboltok polcain, kis szörnyekként ugrabugrálnak a számítógépes játékokban, rendszeres szereplői a regény- és filmirodalomnak.
A fáraó átkának legendáját Tutanhamon sírjának egyik megtalálója, Lord Carnarvon váratlan halála indította el. A lord fél évvel a sír felnyitása – 1922. november 4. – után vérmérgezésben hunyt el, de szerte a világon elindultak a találgatások, vajon nem a fáraó bosszulta-e meg azt, hogy megzavarták évezredes nyugalmát? Amikor a másik kutató, Howard Carter házában egy kobrát találtak, amit szintén a fáraó haragjának jeleként értékelt a közvélemény, már semmi sem volt, ami gátat vethetett volna a fantáziálásnak – és a gonosz élőhalott múmia alakja életre kelt.
A leglátványosabb filmprodukciók az 1932-ben forgatott A múmia (The Mummy) volt, ahol Imhotep szerepében Boris Karloff látható; majd az 1940-es évek elején a Universal Pictures készített azonos témájú filmet, amelynek 1959-ben és 1999-ben újrafeldolgozásai jelentek meg. Az 1999-es film kasszasikere után további két epizód készült, 2001-ben A múmia visszatér, 2008-ban A múmia: A Sárkánycsászár sírja címmel. A történet komikus feldolgozása 1939-ben A múmiánkat akarjuk (We Want Our Mummy) címen került a nagyközönség elé, ami Tutanhamon sírjának feltárását dolgozta fel. 2017-ben készült egy újabb feldolgozás, igaz ebben nem Imhotep, hanem Ahmanet hercegnő múmiája támad fel.
Rajzfilmfiguraként láthatjuk a Tutenstein, az InuYasha, a Fetus-X sorozatokban, de számtalan képregény (így például a Bloodlust című magyar képregénysorozat) rémisztő vagy tragikus alakjaként is megjelenik.

### Videó
- Chan, Wah Ho: Pet Wraps, USA: National Geographic Television, 1996 (angolul)
- Frayling, Christopher: The Face of Tutankhamun, tv-sorozat, British Broadcasting Corporation (BBC), 1992 (angolul)